# Hebreos

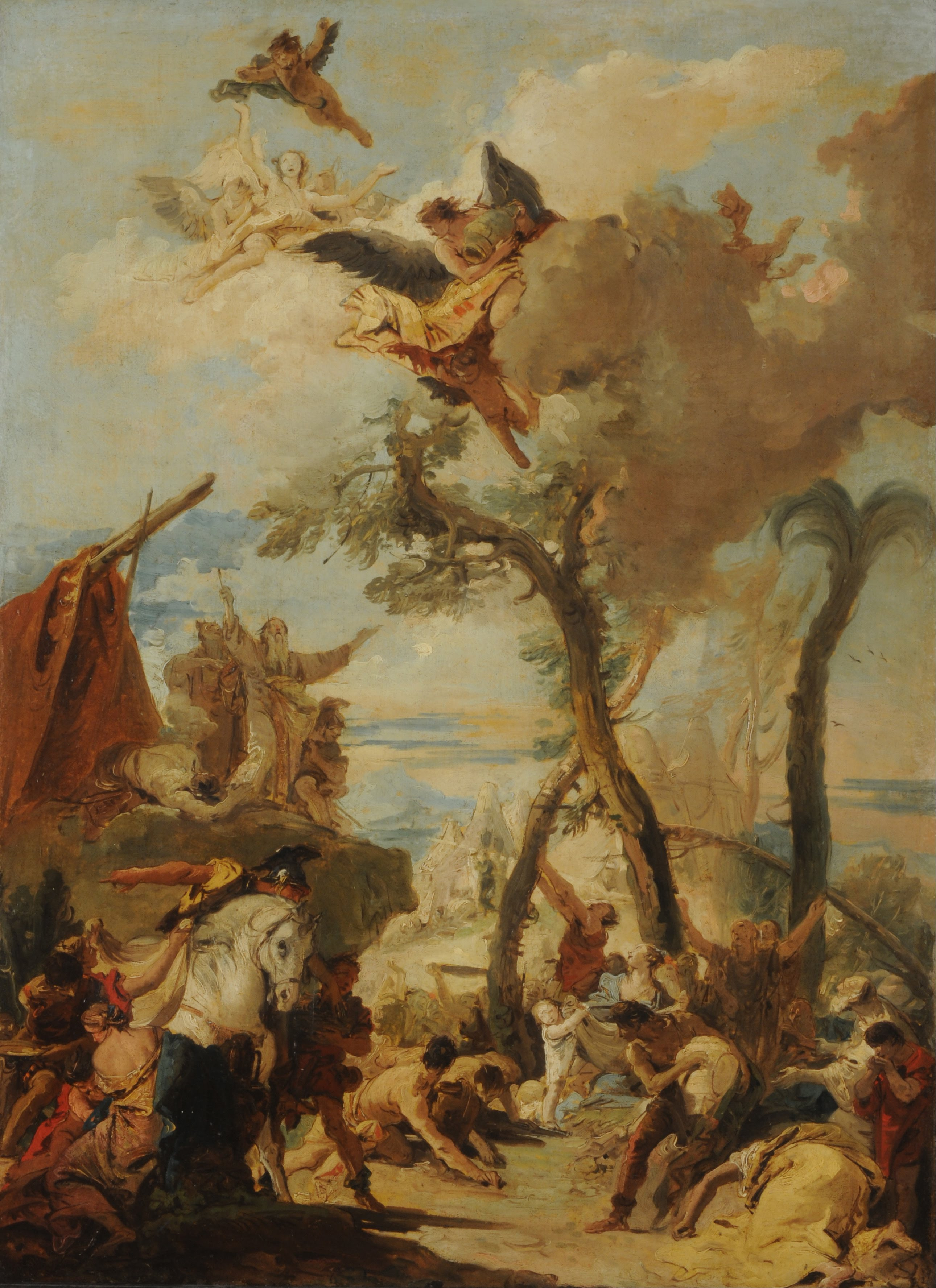
Tiepolo, Los hebreos recogiendo el maná en el desierto, boceto, 1740.

Los hebreos (del latín Hebraei y del griego antiguo Hebraioi [Ἑβραῖοι], y ambos a su vez del hebreo ‘Ivrīm [עברים]) son un antiguo pueblo semita del Levante mediterráneo  (Cercano Oriente) establecidos en el año 616 a. C., conocidos también como pueblo judío.
La tradicional fuente de referencia para los hebreos es la Biblia, cuyo contenido también se encuentra en las escrituras hebreas de la Torá. Según estas fuentes, los hebreos constituyen el grupo monoteísta inicial, que es descendiente de los patriarcas posdiluvianos Abraham, Isaac y Jacob.
Según la Biblia y las tradiciones hebraicas (orales y escritas), los hebreos fueron originarios de Mesopotamia. Eran nómadas, vivían en tiendas, poseían rebaños de cabras y ovejas, utilizando asnos, mulas y camellos como portadores. Siguiendo a Abraham, los hebreos emigraron hacia Canaán, la tierra prometida por Dios a los descendientes del primer patriarca. Varias tablillas descubiertas en Mari certifican frecuentes migraciones a través del Creciente Fértil.
Abraham es considerado el primer hebreo por dejar su Caldea natal, y haber atravesado "del otro lado del río" Éufrates. El patriarca y los suyos se asientan en Canaán: en Siquem (actual Nablus), Beerseba o Hebrón. Poco a poco, se mezclan con los pobladores locales y se convierten en agricultores sedentarios. El pueblo de Israel era vecino de otros, como los edomitas, moabitas, amonitas e ismaelitas. El rasgo distintivo de los hebreos fue su convicción en la existencia de un único Dios (Yavé o Jehová). Según los textos del Tanaj, el pueblo de Israel es elegido por Dios para la revelación de principios fundamentales (tales como los Diez Mandamientos contenidos en la Torá) y es con el primer patriarca del pueblo hebreo que Dios establece su Alianza o Pacto, también conocido como Convenio Abrahámico: 

Deja tu tierra natal y la casa de tu padre, y ve al país que yo te mostraré. Yo haré de ti una gran nación y te bendeciré; engrandeceré tu nombre y serás una bendición. Bendeciré a los que te bendigan y maldeciré al que te maldiga, y por ti se bendecirán todos los pueblos de la tierra. —Génesis 12:1-3.

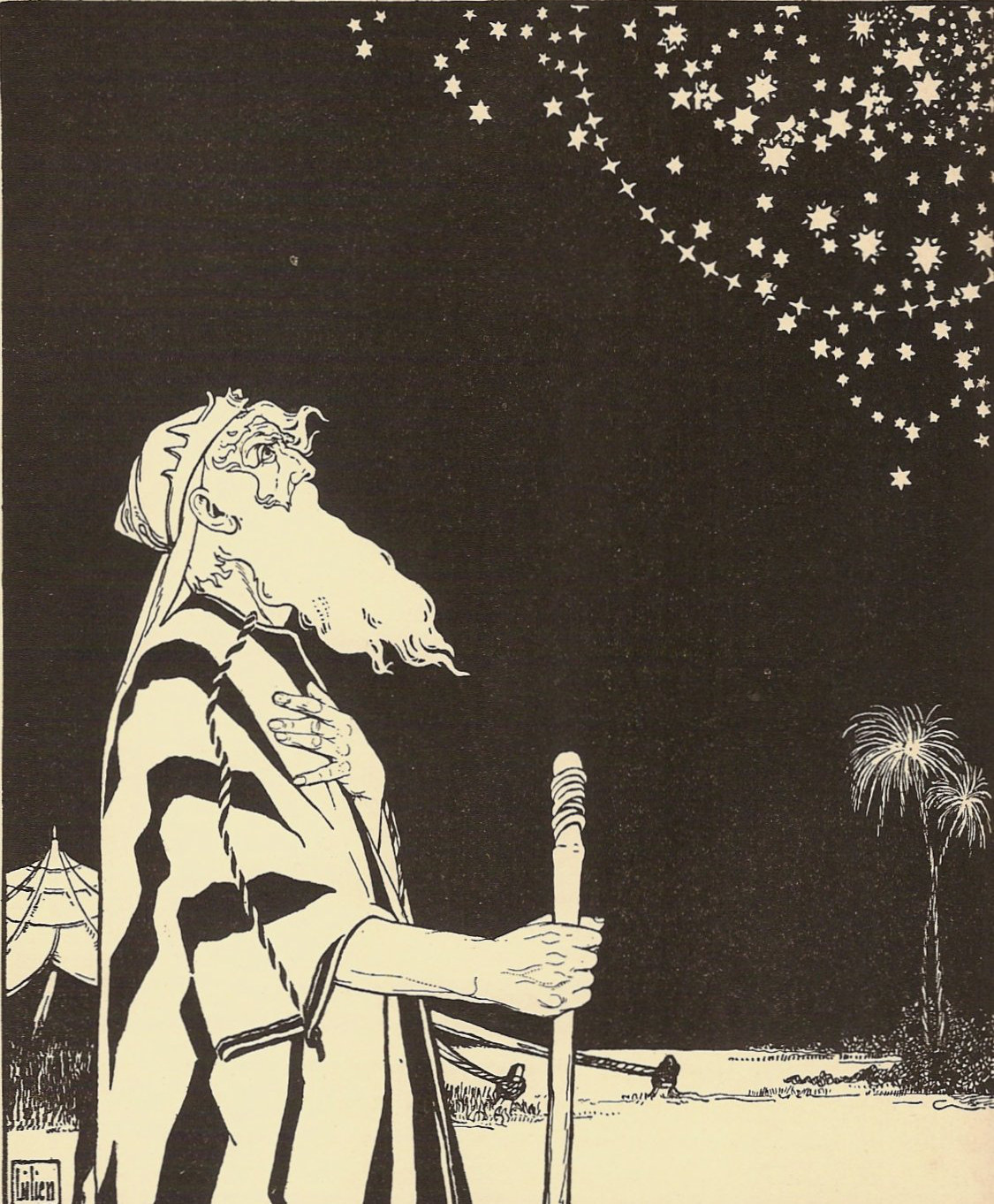
E.M. Lilien, Abraham contempla las estrellas, estampa, 1908.

En la Biblia, Israel es el nombre nacional de los hebreos. Inicialmente y en su condición tribal, los hebreos no poseían un nombre que los distinguiese históricamente como grupo. El cambio del nombre del tercer patriarca, quien de "Jacob" pasa a llamarse "Israel" (Génesis 32:24 y 32:28) es reflejo el hecho histórico conocido como unión de las tribus hebreas iniciales y de su triunfo sobre los cananeos. O, dicho de otro modo, "hebreos" eran antes de la conquista de la tierra de Canaán e "israelitas" se les llamará a partir de dicho acontecimiento (siglo VI a. C.).
En la actualidad, "hebreo" se emplea para designar a todo aquel que sea miembro o descendiente del pueblo de Abraham, Isaac, y Jacob. Hebreo es hoy además sinónimo de israelita y judío.
En algunos idiomas modernos, entre ellos el griego, italiano, rumano y muchas lenguas eslavas, "hebreos" es empleado como etnónimo estándar de los judíos.

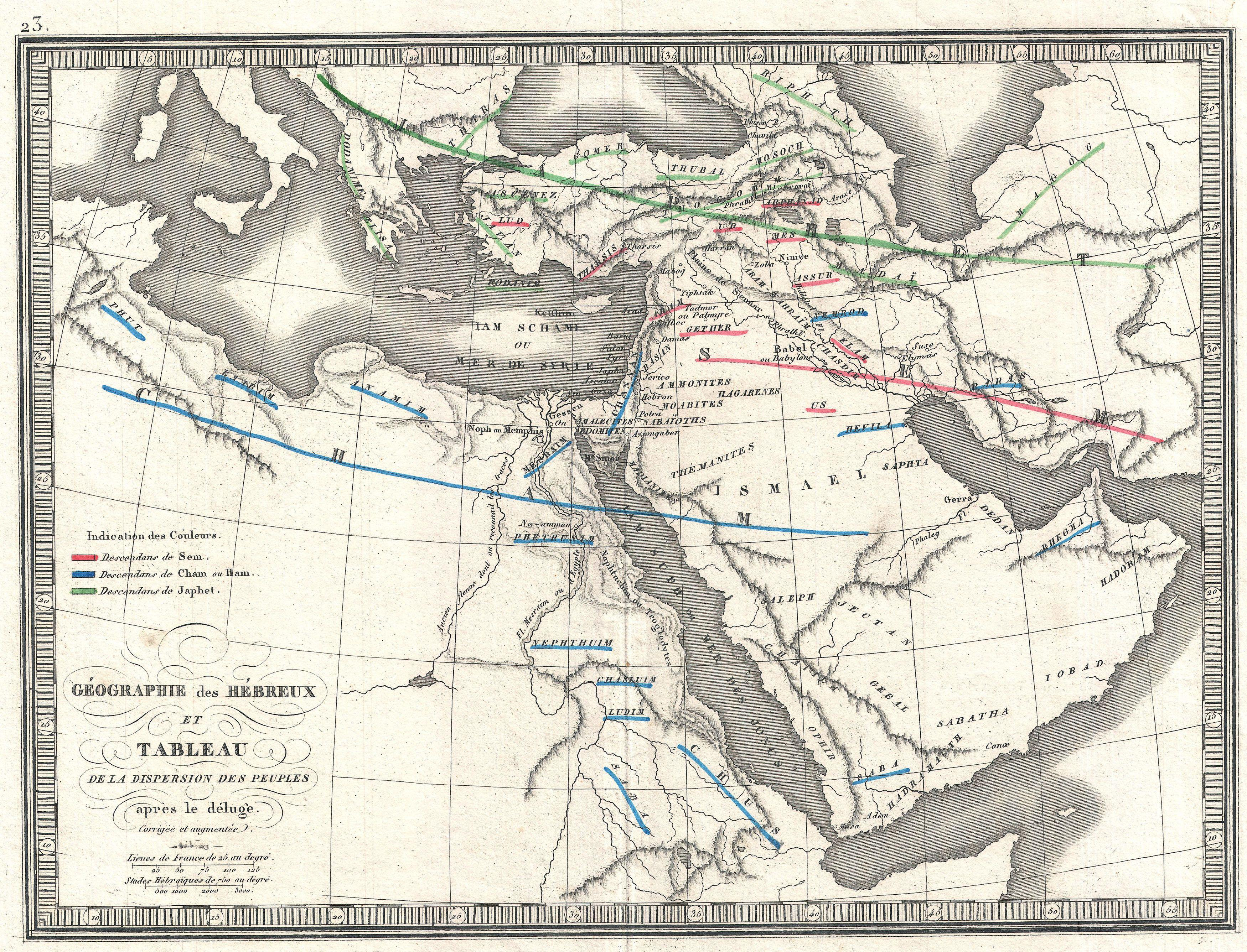
La dispersión de los hijos de Noé después del Diluvio. El área ocupada por Sem y su descendencia, el Creciente Fértil, está marcado en rojo. C. V. Monin, Géographie des Hébreux et Tableau de la dispersión des peuples après le déluge, 1838-39. El propósito de este mapa era establecer el origen geográfico de los hebreos, de ahí la expresión "Geografía de los hebreos" en su título.

## Hebreos y tradición judeocristiana

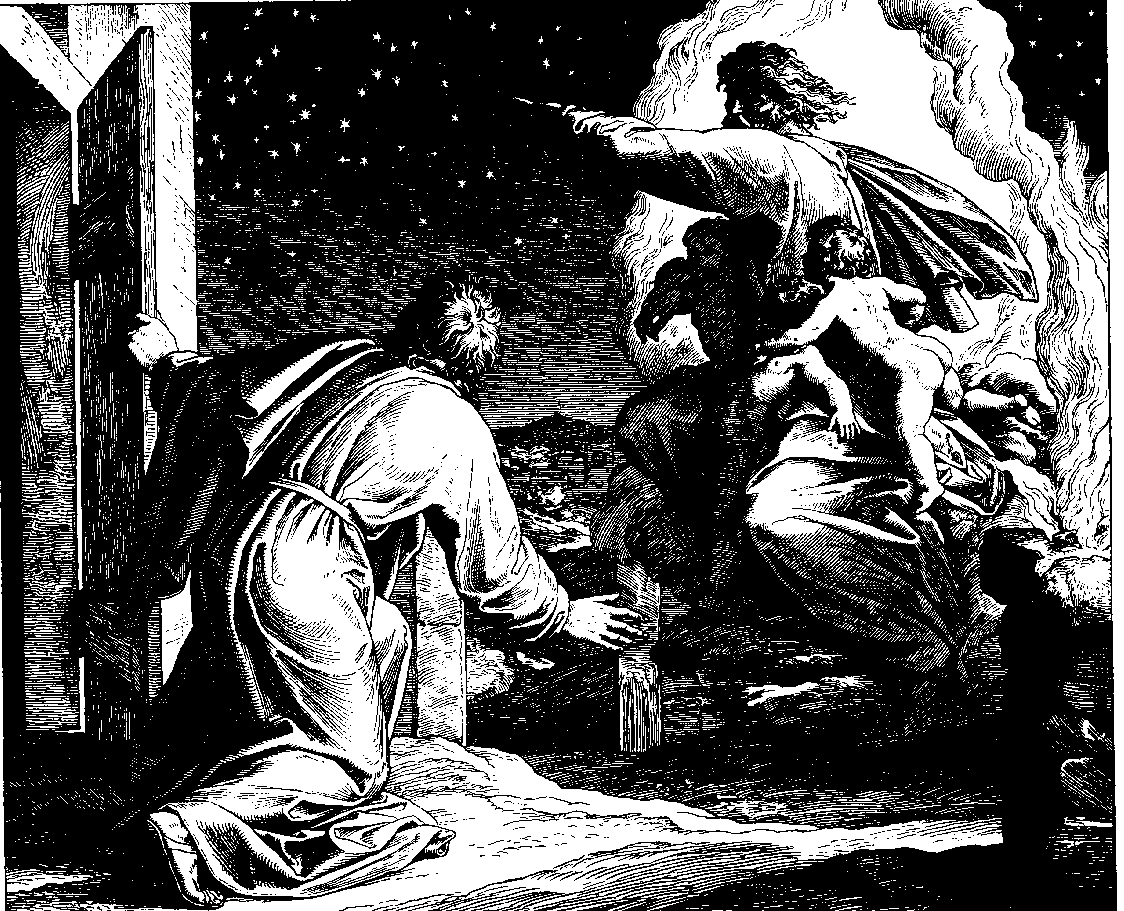
Inspiración bíblica en el arte. Julius Schnorr von Carolsfeld, Dios le muestra a Abraham las estrellas, grabado, 1860. La palabra de Dios es fuente de esperanza para Abraham y fuente de inspiración en el arte: "Ahora mira al cielo y cuenta las estrellas, si te es posible contarlas. Y le dijo: Así será tu descendencia." —Génesis 15:5.

Según la historia y las tradiciones judías y cristianas, la formación del pueblo hebreo tiene lugar durante el segundo milenio antes de la era común, posiblemente alrededor de 1800 a. C. Si bien existen ciertas dificultades para determinar la ubicación precisa de los primeros hebreos en la historia, ello se debe en gran parte a que la tradición de ese grupo humano fue ante todo oral y no escrita. Y no solo fue la tradición oral en sus inicios sino que además lo fue durante muchos siglos. El que las tradiciones y cultura de los hebreos, así como también sus conocimientos y percepción del mundo, hayan sido inicialmente transmitidas de modo verbal y de generación en generación ha dado lugar a lo que hoy pueden parecernos ser inconsistencias en la subsecuente tradición escrita. Los parámetros del mundo antiguo no eran precisamente los mismos que los del mundo de hoy. Así, por ejemplo, la concepción del mundo, la noción del tiempo e incluso el ritmo de vida eran sin duda diferentes a los nuestros.
Al considerar al grupo étnico de los hebreos es necesario recordar que la Biblia no fue concebida para ser un mero texto de historia con presunciones científicas sino un testimonio colectivo trascendental en el cual los creyentes, tanto judíos como cristianos, atesoran desde hace ya más de dos milenios lo que consideran ser revelación y palabra de su Dios.
En lo que a los "hebreos" concierne, las principales fuentes de conocimiento son tanto la tradición oral como la escrita, siendo el texto bíblico fuente de información y también fuente de inspiración, desde hace —como mínimo— veinticuatro siglos.

## Creencias, ritos y ética

### Monoteísmo

El Tetragramatón hebreo se lee de derecha a izquierda. Los cuatro caracteres hebreos (יהוה) son cuatro consonantes, «YHVH».

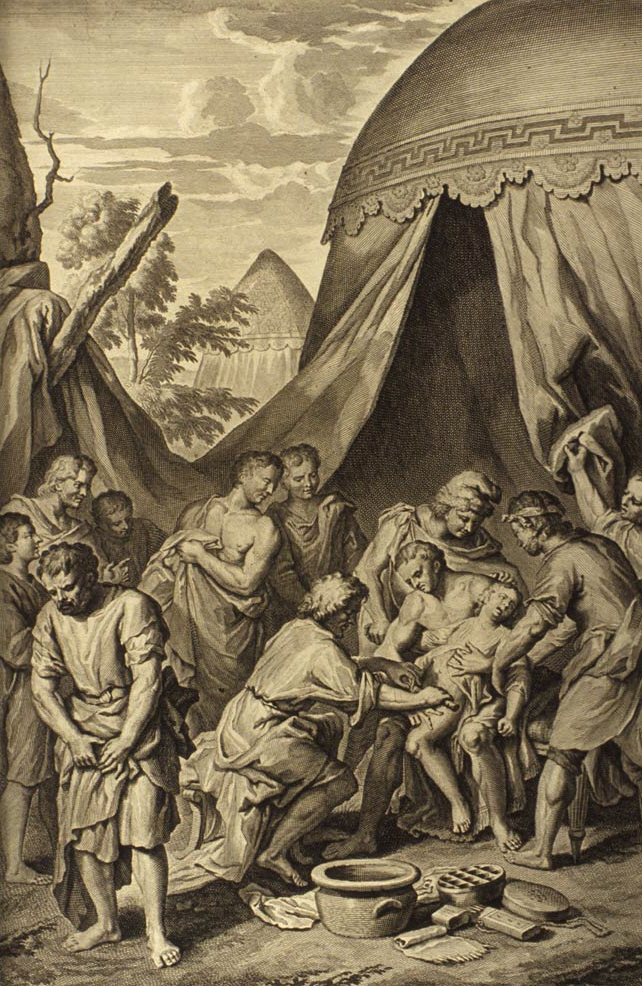
Circuncisión de Ismael. Grabado de Gerard Hoet, 1728.

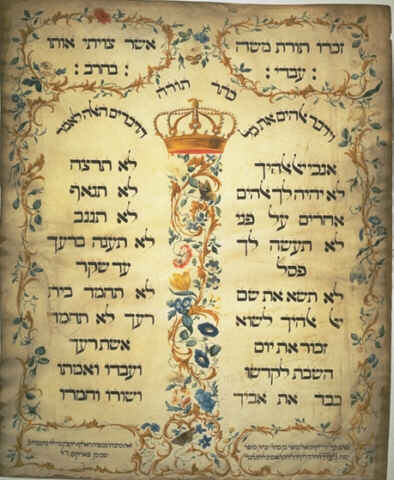
El Decálogo o Ley mosaica. Jekuthiel Sofer, 1768. Bibliotheca Rosenthaliana, Ámsterdam.

Los hebreos creen en un Dios exclusivamente. En la Antigüedad, el mundo que rodeaba a los hebreos era politeísta, fetichista e idólatra. La tradición —en este caso hebrea e islámica—, ha preservado una significativa leyenda acerca del rechazo de Abraham respecto a los ídolos (aniconismo), cosa que lo condujo a una eventual destrucción de los mismos.
Los hebreos creen en Yahvé (o Jehová). Por respeto, evitan deliberadamente mencionar o por lo general escribir su nombre propio. Suelen referirse a Dios como Ha-Shem ("El Nombre" [de Dios]) o Barúj Ha-Shem (Bendito [es/sea] el Nombre [de Dios]). Los hebreos emplean además expresiones tales como Elohím (literalmente "Dioses", pero significando "Dios de Dioses"), El-Elión ("Dios Supremo" o "El Altísimo"), El-Shadái (Dios Todopoderoso) y El Ha-Rajamím (Dios Misericordioso). Le asignan también muchos otros nombres y, entre ellos, frecuente es el uso de Adón ("Señor"), Adonái ("Mi Señor") así mismo como Eli ("Mi Dios") y Eloheinu ("Nuestro Dios").
En la escritura, el nombre propio de Dios (Yahvé o Jehová) es expresado a través de cuatro letras hebreas (יהוה «YHVH») a las que los hebreos, por respeto al "Creador del Mundo" (Boré Ha-Olám) y "Rey del Universo" (Mélej Ha-Olám), se abstienen de pronunciar. Por estar en hebreo compuesta de cuatro letras, la palabra en cuestión es denominada "Tetragrámaton".
Yahvé no posee forma humana ni tampoco es la Naturaleza, sino su creador. Es espíritu y posee además atributos que le son propios (es eterno, todopoderoso, etc.). Pero los hebreos siguen el camino del aniconismo y evitan por lo tanto representarlo en términos visuales.

### Pacto y Alianza
Yahvé realiza su Pacto con Abraham, quien actúa en representación del pueblo hebreo. Dios se compromete a brindarle protección y ayuda constantes, una descendencia muy numerosa y la tierra prometida (Canaán). El pueblo hebreo se compromete por su parte a ser incondicionalmente fiel a Yahvé y a la aceptación de su voluntad divina.
La prueba o demostración del acuerdo entre Dios y Abraham se da a través del rito de la circuncisión, por medio del cual se selló el pacto. Ella constituirá además una señal de la sumisión y fidelidad de los hebreos para con Dios. Los hebreos son a partir de ese entonces los "Hijos del Pacto" (Bnei Brit). Una vez practicada, la circuncisión por otra parte constituye de por sí una característica que les otorga a los descendientes de Abraham identidad, pertenencia para con el grupo inicial e identificación para con lo pactado por el primer patriarca hebreo. Todo varón de la casa de Abraham o descendiente del mismo era circuncidado a los ocho días de nacer y recibía entonces su nombre. 
La alianza entre Dios y el pueblo hebreo es posteriormente ratificada en el Monte Sinaí, al recibir Moisés las Tablas de la Ley con los Diez Mandamientos.

### Mesianismo
Los hebreos creen en la llegada futura de un Mesías y en el papel protagónico del pueblo hebreo en ello, ya que según las Escrituras es precisamente de ese pueblo que surgirá el Mesías.

### Ética
Una característica importante de la religión hebrea es la moral. Según la alianza o pacto, Yahvé tiene derechos sobre el hombre porque lo creó, por lo tanto le determina prohibiciones y limitaciones, pero también le marca el camino para que alcance su plenitud y felicidad. Yahvé establece los Diez Mandamientos, que se resumen del siguiente modo: se prohíbe el politeísmo y la idolatría; la vana invocación del nombre de Dios así como el juramento en falso; se prohíbe matar; el adulterio; robar; mentir; codiciar bienes ajenos; se ordena el honrar a los padres y la observancia del día de descanso.
Las escrituras de los hebreos reflejan sus costumbres y pensamientos morales. La gran diferencia del pueblo hebreo respecto a los demás pueblos antiguos es que los hebreos son monoteístas. Creen en un único Dios bueno y justo, pero también sumamente celoso y exigente en lo que respecta la fidelidad que el pueblo le debe en virtud del convenio sellado con Abraham y sus descendientes.

## Migraciones

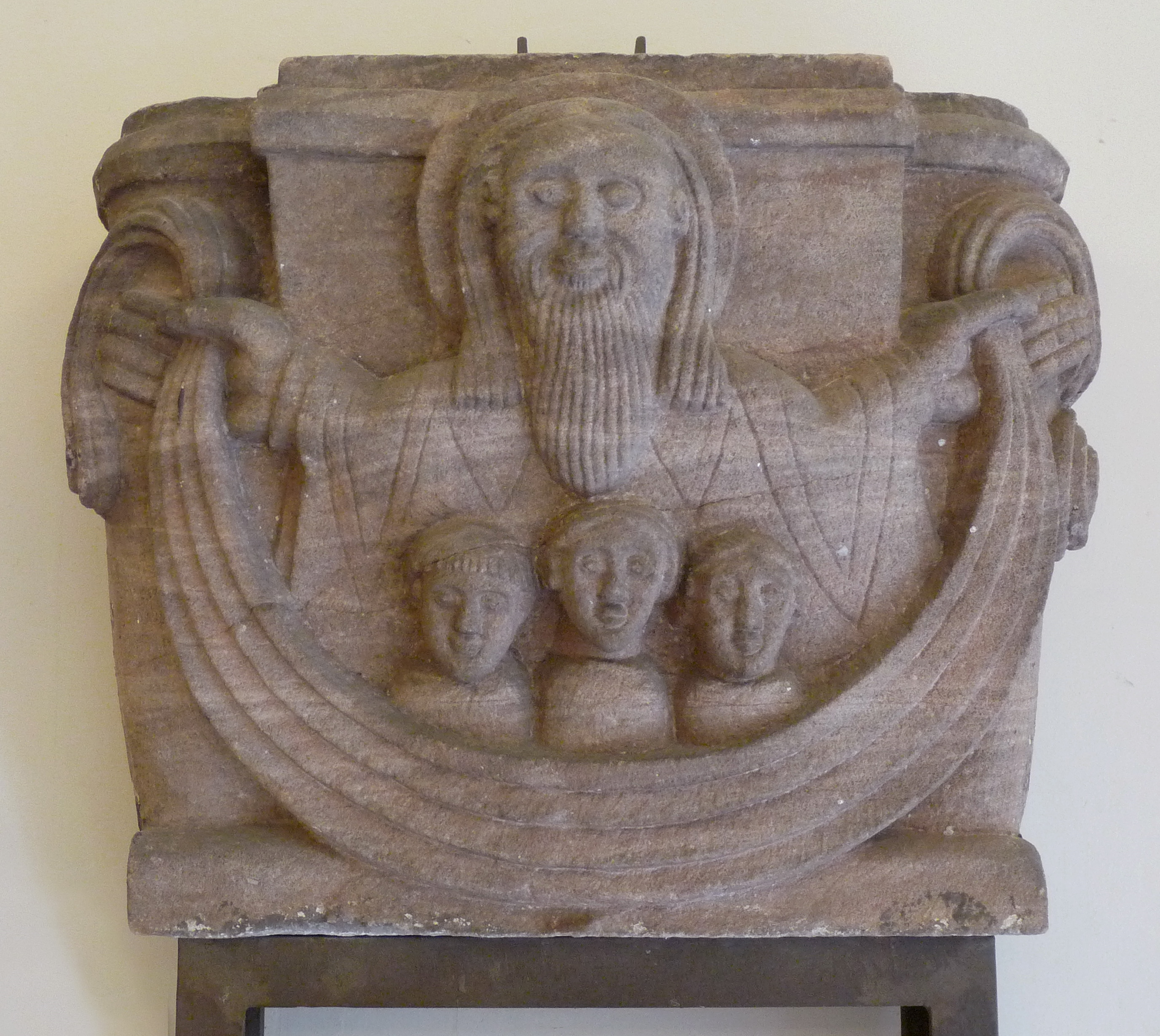
Padre del Monoteísmo. Abraham representado como Padre de Muchas Naciones y Padre de los Creyentes. Capitel románico. Museo de Unterlinden, Colmar.
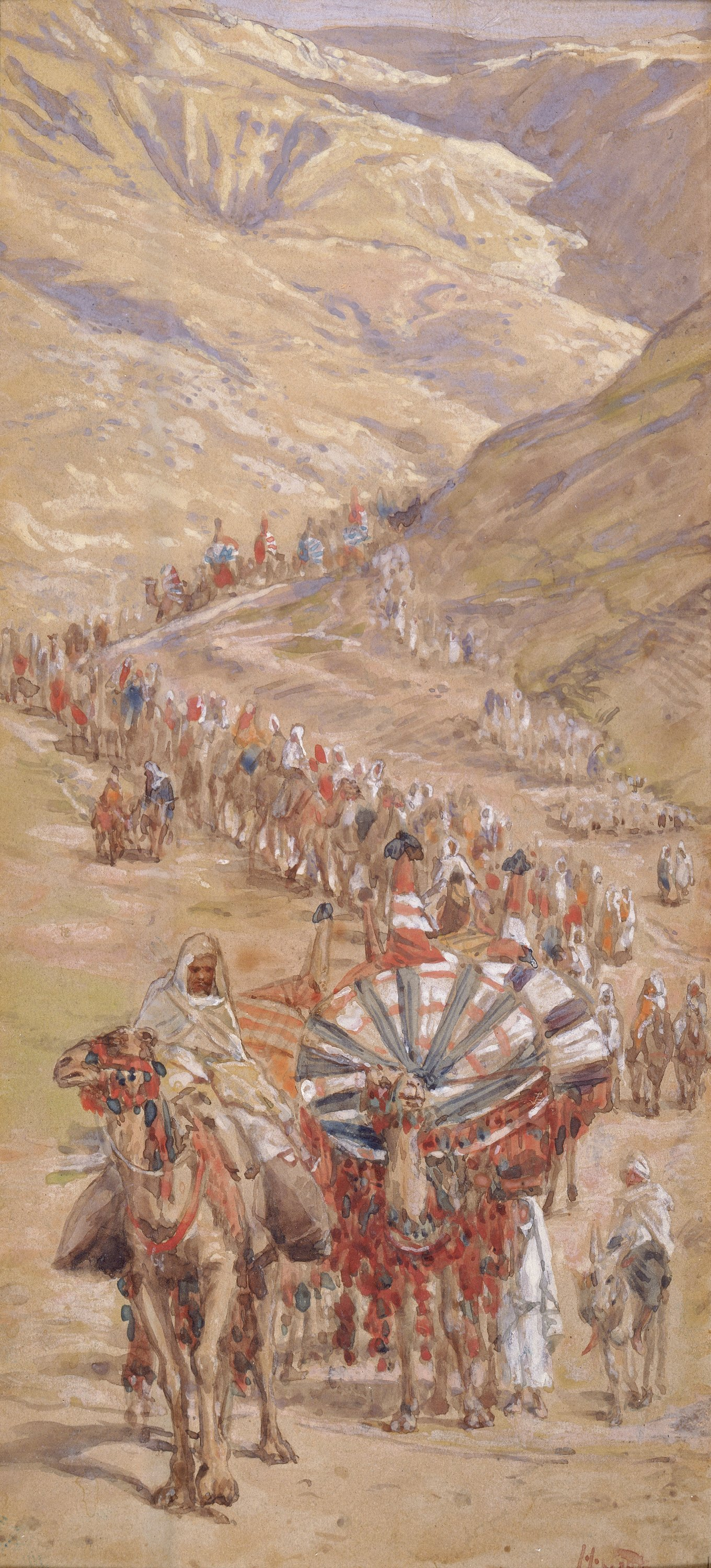
La caravana de Abraham. Acuarela por Tissot, c. 1900
Antiguas rutas levantinas, c. 1300 a.C.
Levante
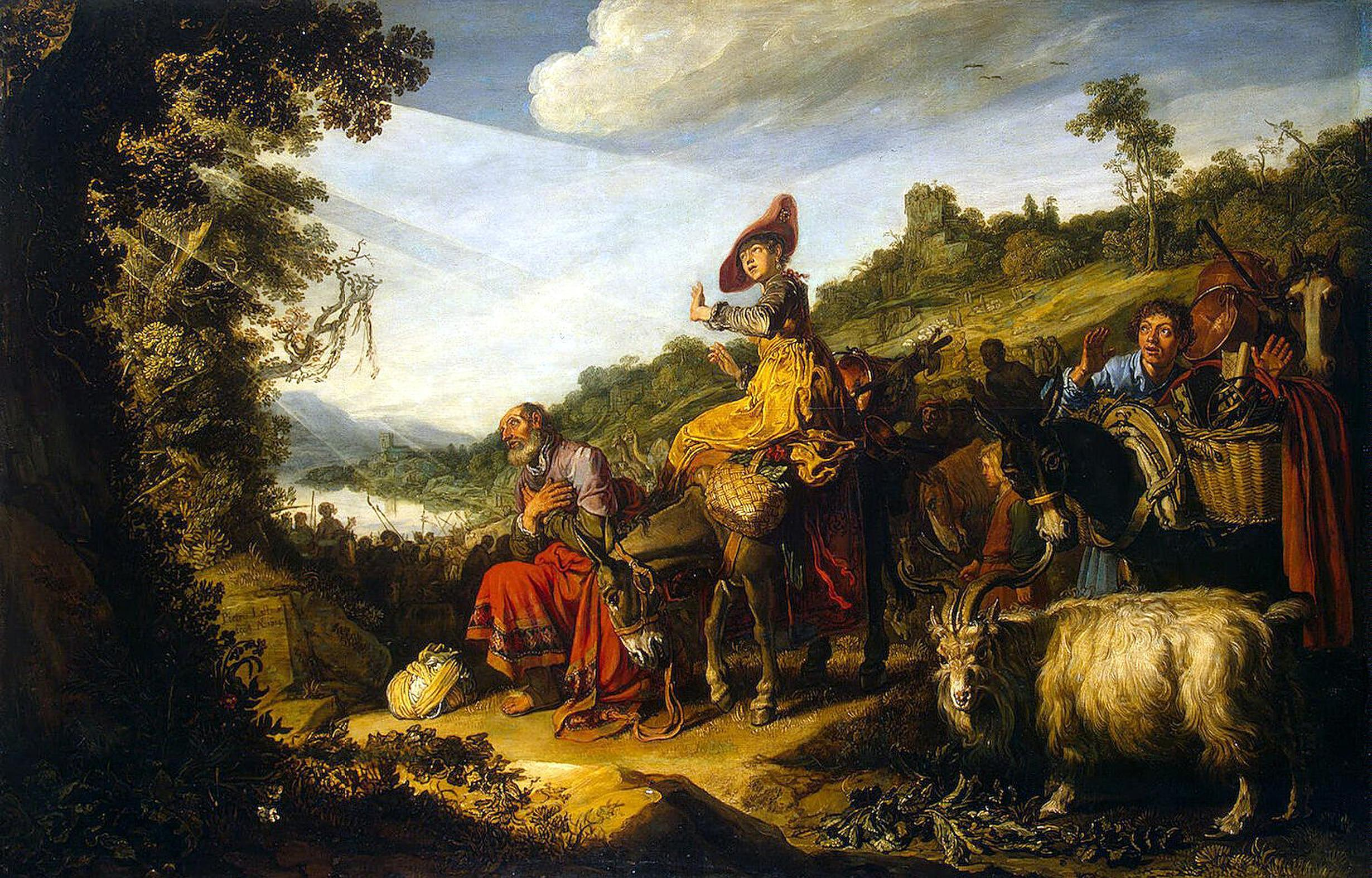
El viaje de Abraham a Canaán. Óleo por Pieter Lastman, 1614

### Egipto y el Éxodo
En el siglo XIV a. C. parte de los hebreos establecidos en Canaán emigraron a Egipto debido a una hambruna que asoló la región. Allí fueron recibidos y trabajaron para los egipcios. Inicialmente realizaron diversos trabajos, luego posiblemente de formar parte del sistema de corvea, mediante el cual quienes no podían pagar los tributos con la cosecha debían hacerlo con su trabajo, por lo cual debían trabajar para el faraón. La deuda de corvea era heredada por los descendientes, con lo cual siempre había algún miembro de la familia dentro del sistema de corvea. Según la tradición oral y escrita terminaron siendo esclavos. Hacia el siglo XIII a. C. se rebelaron y regresaron a Canaán, bajo la guía de Moisés. Su salida de Egipto y posterior travesía por el desierto se conocen como el Éxodo del pueblo hebreo. En el monte Sinaí, Moisés recibió de Dios el Decálogo y lo transmitió al pueblo hebreo. Sin embargo, la menor de las dos estelas de Beit-Sh'ean testifica sobre la presencia en Palestina de los Hebreos, que la estela llama los Apirus, bajo el reinado de Seti I, lo que es de acuerdo con la Biblia.

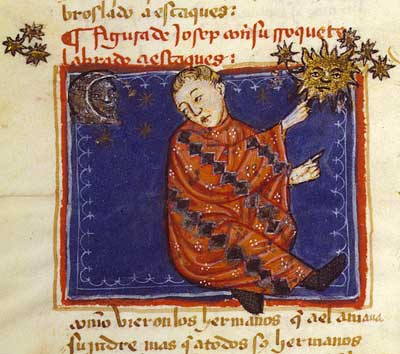
Biblia de Alba, texto sefardí, biblia hebraica traducida al romance, 1422-1433, fol. 49r: José interpreta los sueños del faraón en Egipto. Inscripción: "Figura de Josep con su rroquete labrado a escaques".
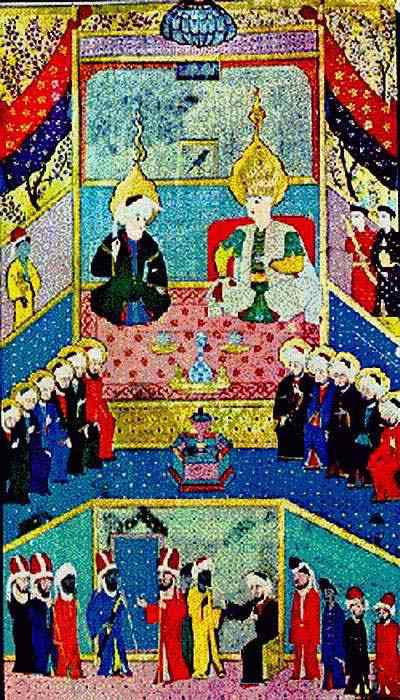
José con su padre Jacob y demás hermanos en Egipto. Miniatura turca, 1583
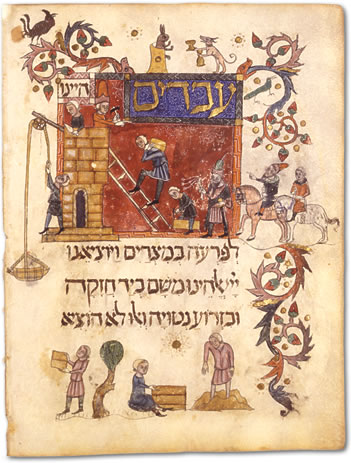
Hebreos en esclavitud en Egipto. Hagadá Barcelona, arte sefardí, siglo XIV.
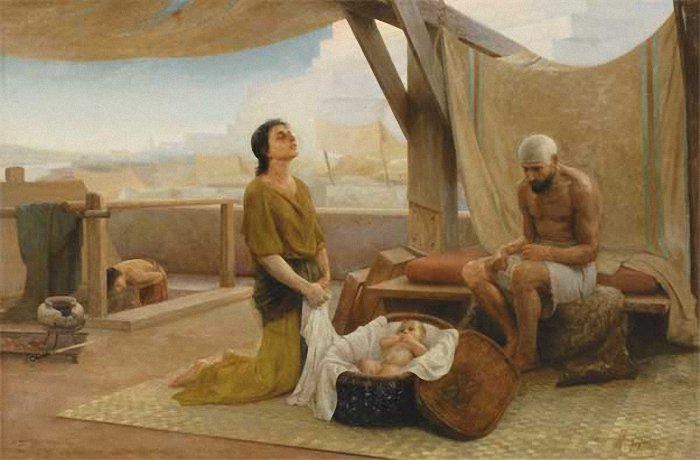
Los padres de Moisés. Óleo de Isaac Askenaziy, Rusia, 1891.
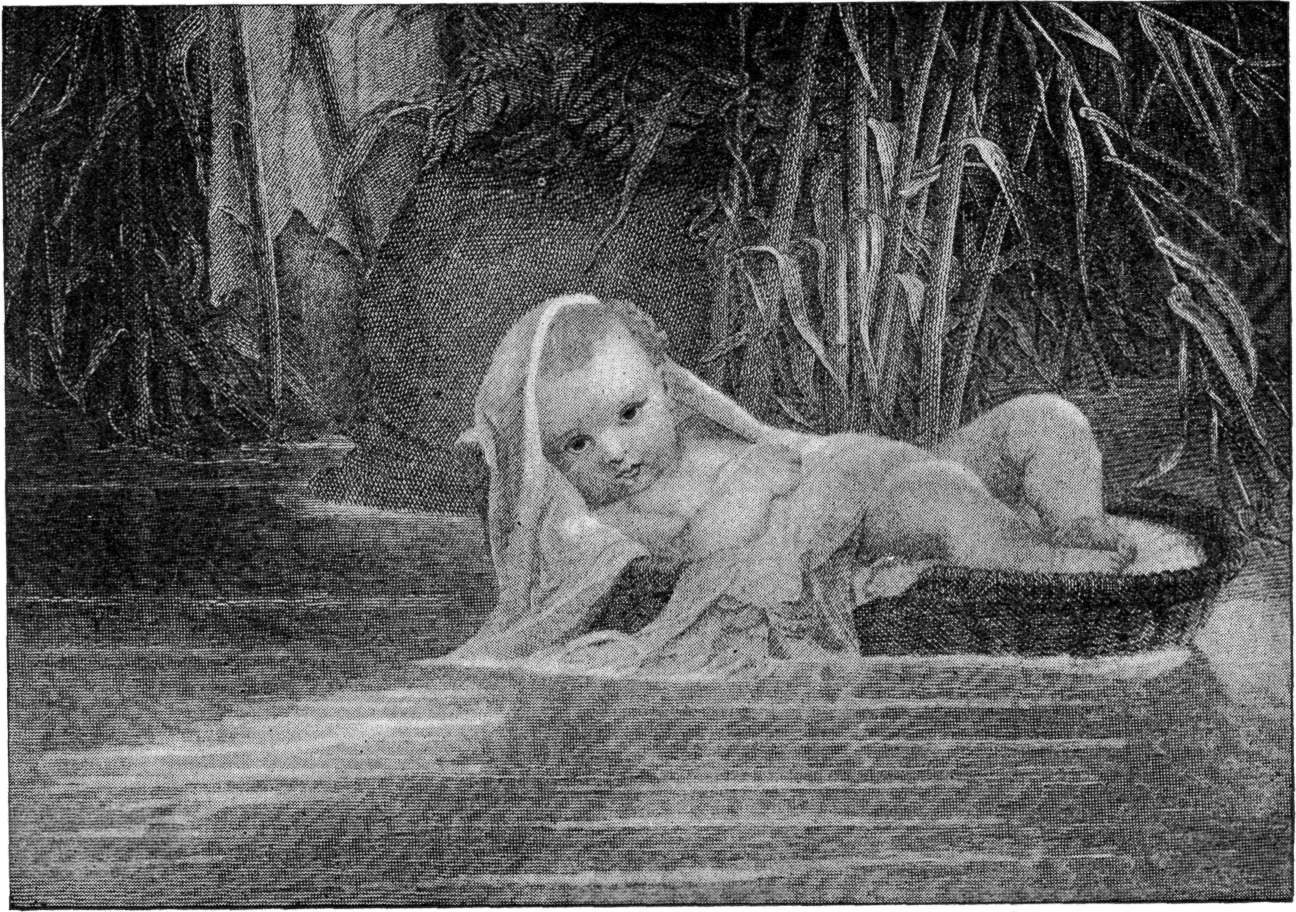
Moisés flotando sobre las aguas del Nilo. Ilustración de 1897
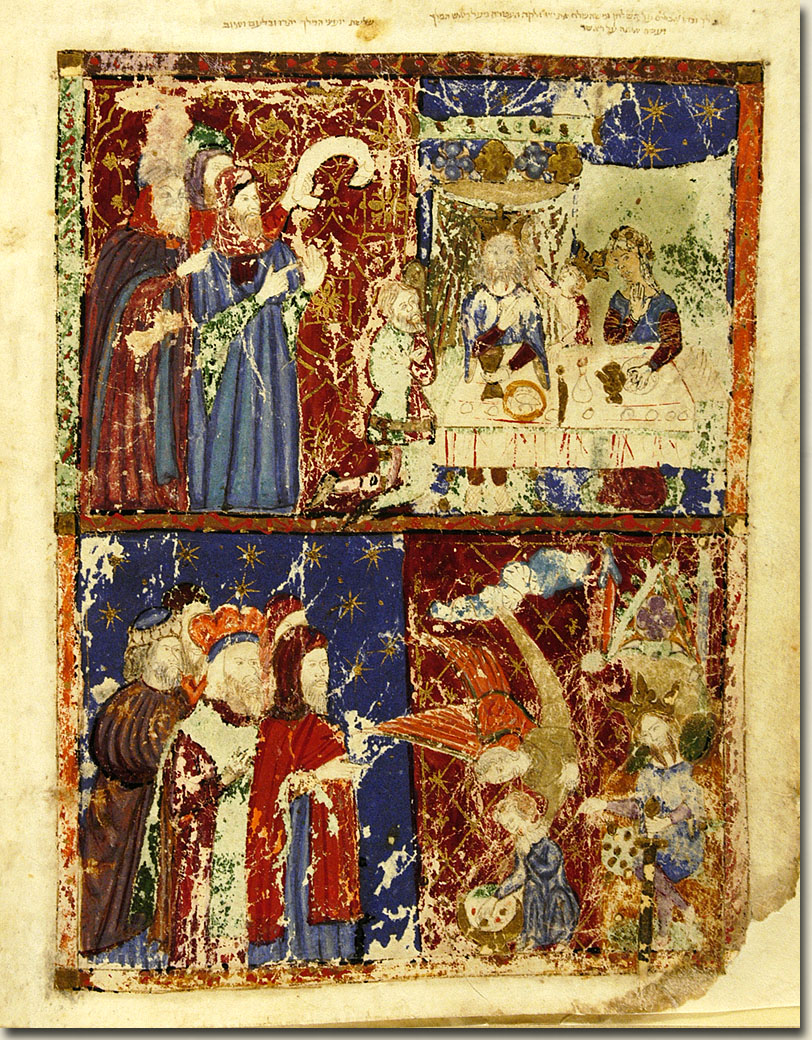
Infancia de Moisés. Hagadá Kauffmann, siglo XIV
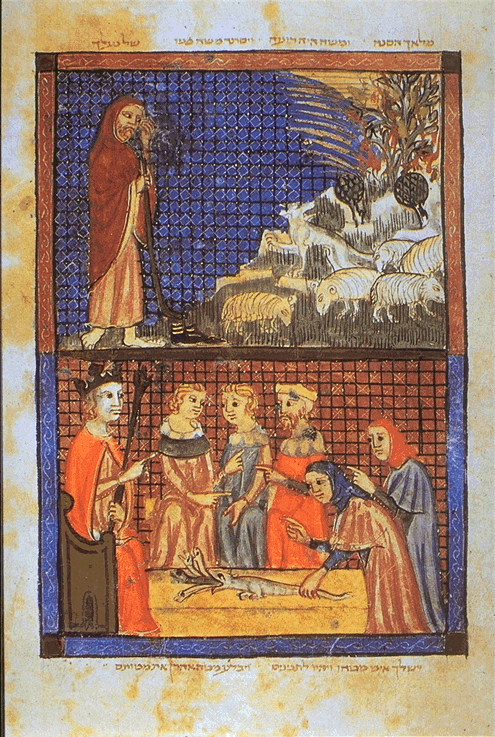
La zarza ardiente y la vara de Moisés transformándose en serpiente. Hagadá de Sarajevo, Barcelona, siglo XIV
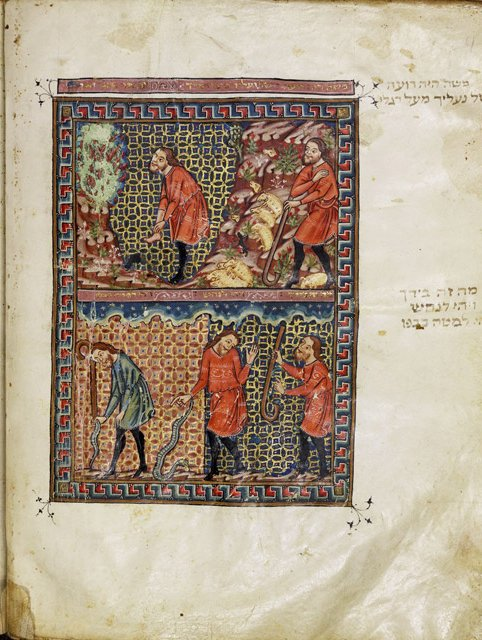
La zarza ardiente y la vara de Moisés transformándose en serpiente. Hagadá Reynalds, siglo XIV
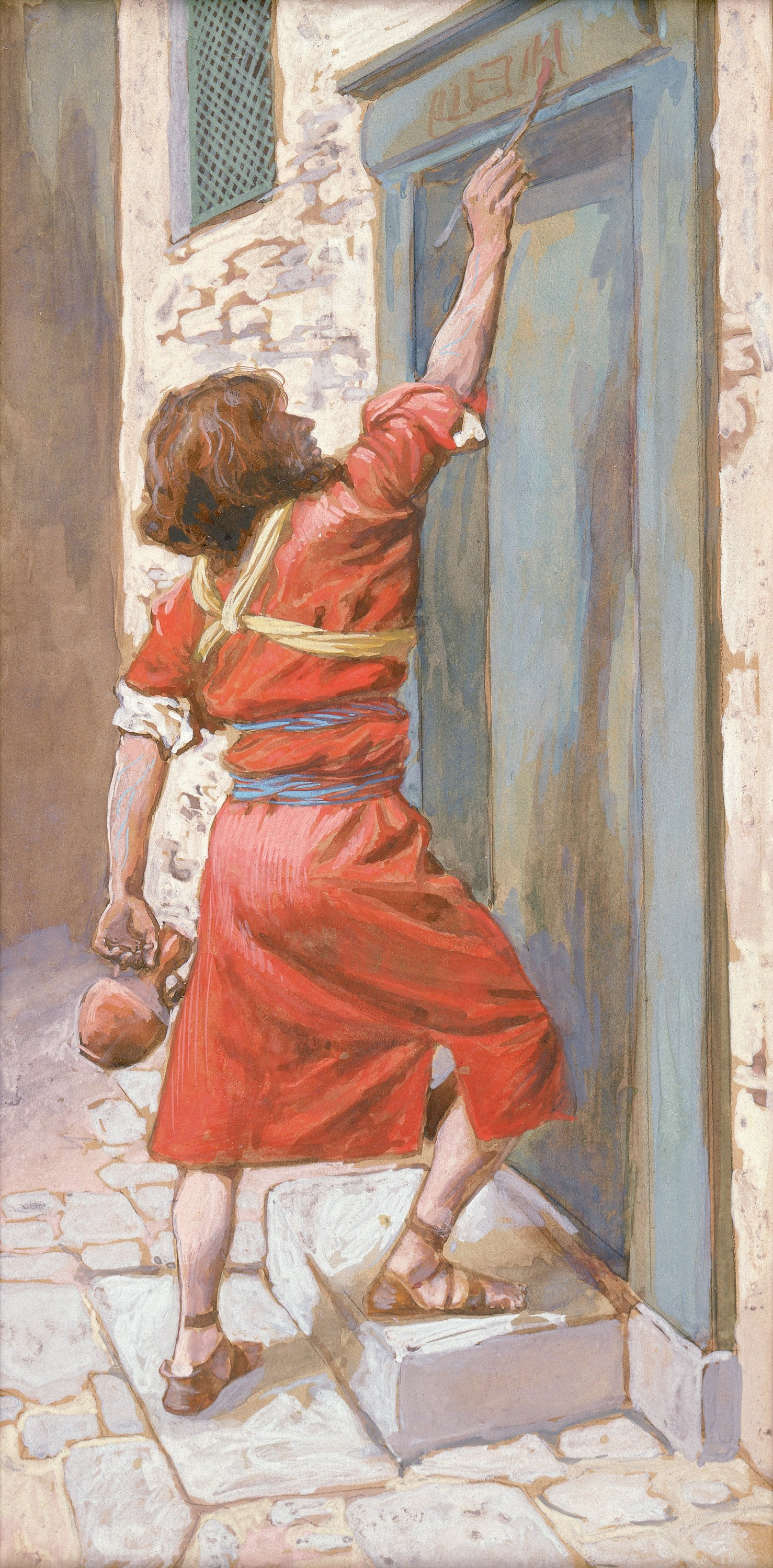
Signos sobre puertas de viviendas hebreas. Gouache de James Tissot, c. 1896-1902. Jewish Museum, Nueva York
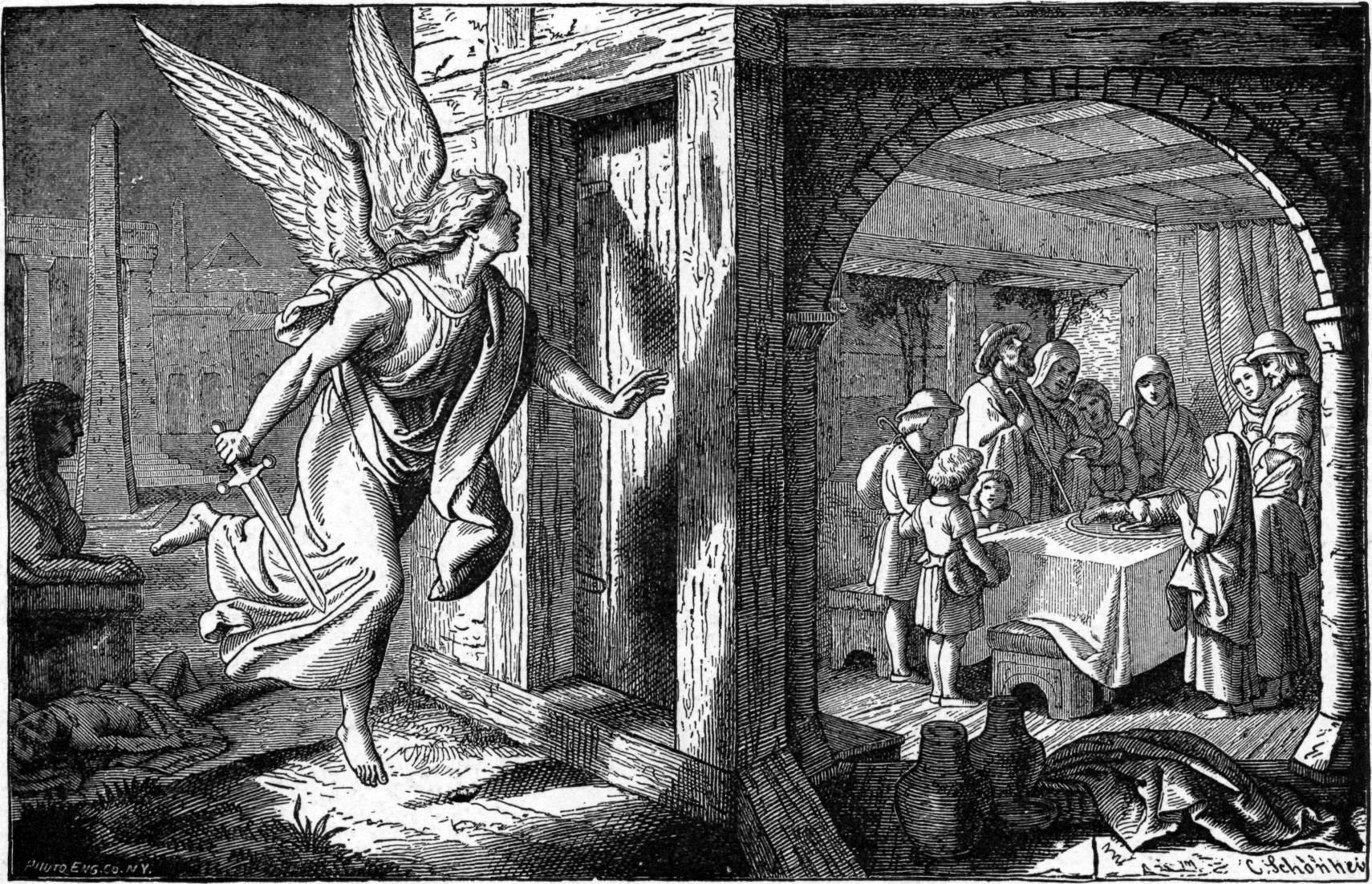
El paso del ángel de la muerte, con los hebreos celebrando Pésaj, la Pascua judía. Grabado, 1897
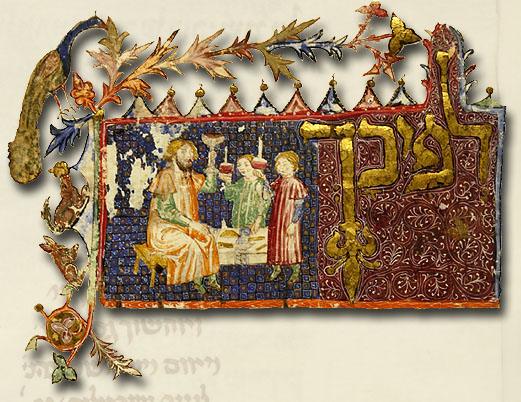
Pésaj. Hagadá Kauffmann, siglo XIV
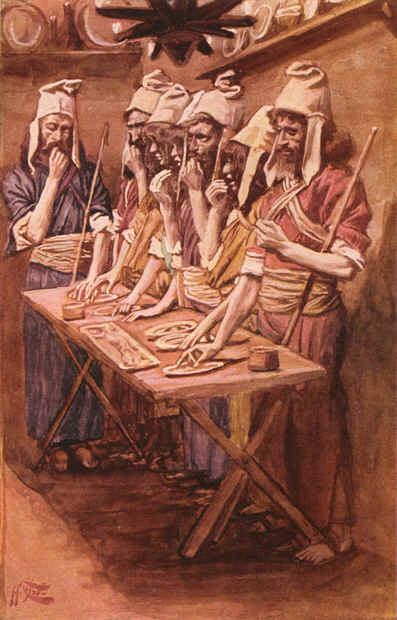
Pésaj. Gouache de James Tissot, c. 1900
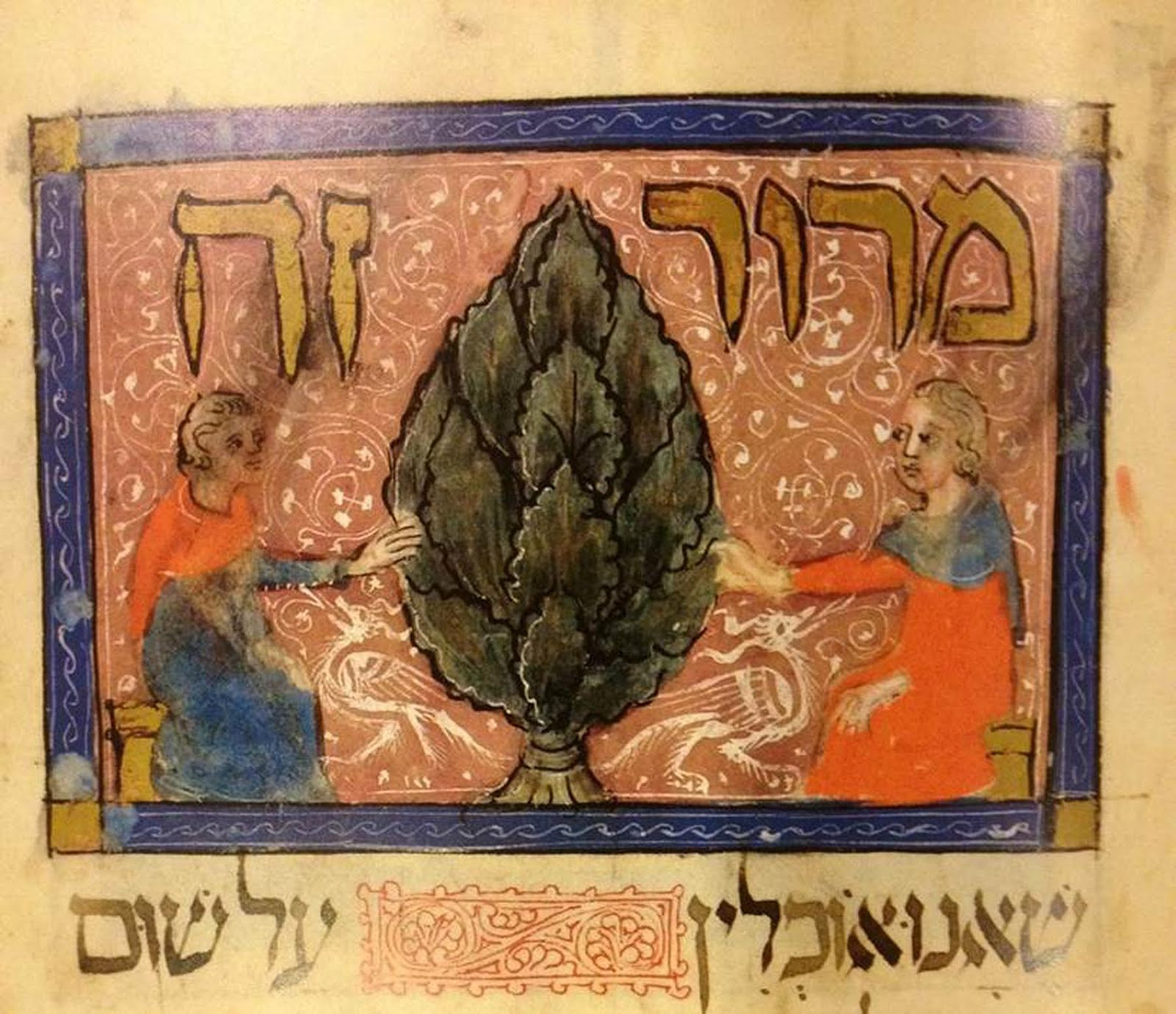
Los hebreos comen hierba amarga. Hagadá de Sarajevo, Barcelona, siglo XIV
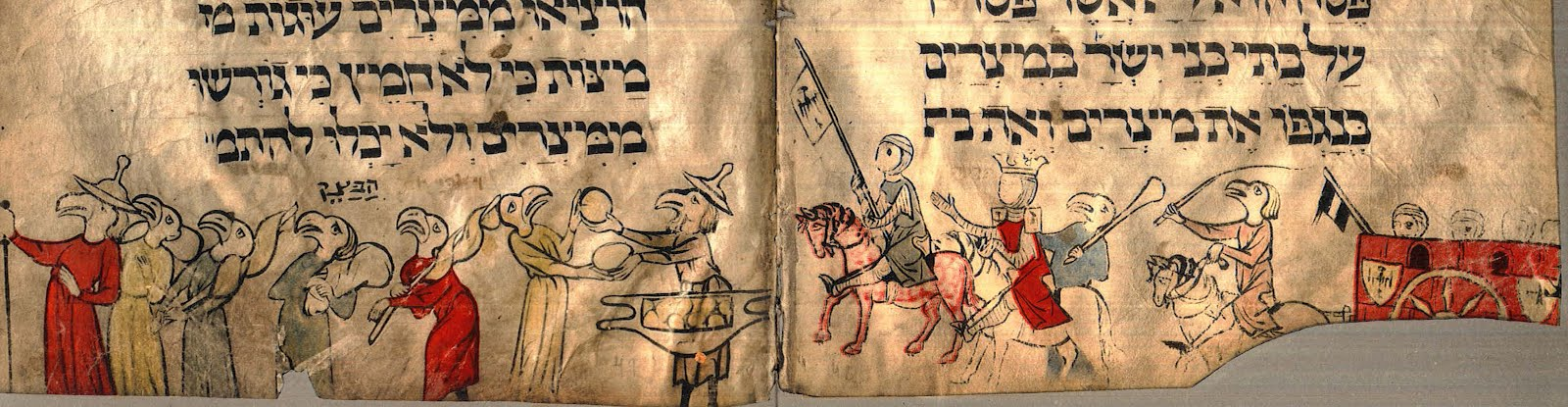
El Éxodo. Hagadá de los Pajaritos (Pésaj), arte asquenazí, c. 1300.[25] Museo de Israel, Jerusalén
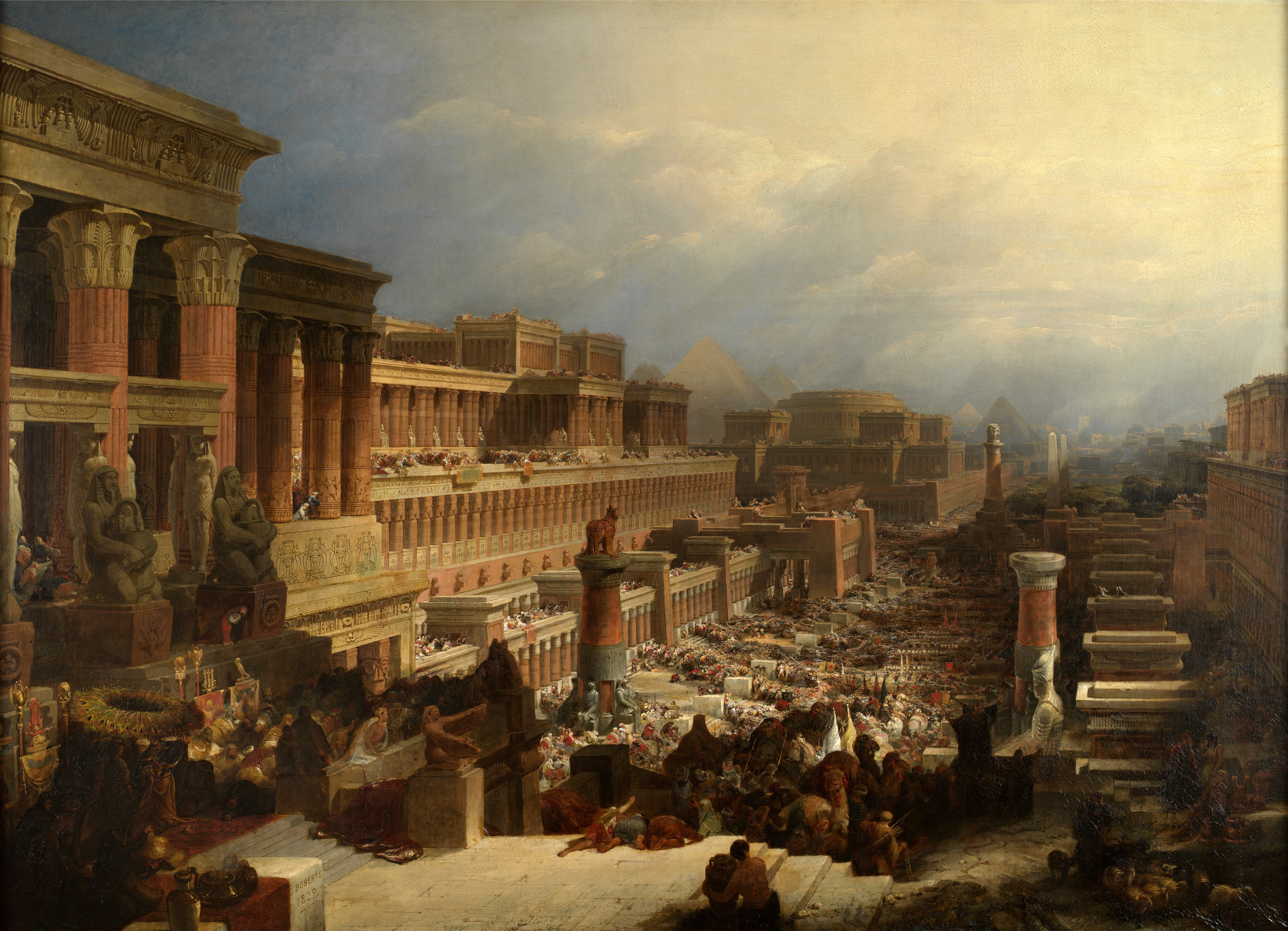
Éxodo hebreo. David Roberts, Los israelitas yéndose de Egipto, óleo sobre lienzo, 1828.
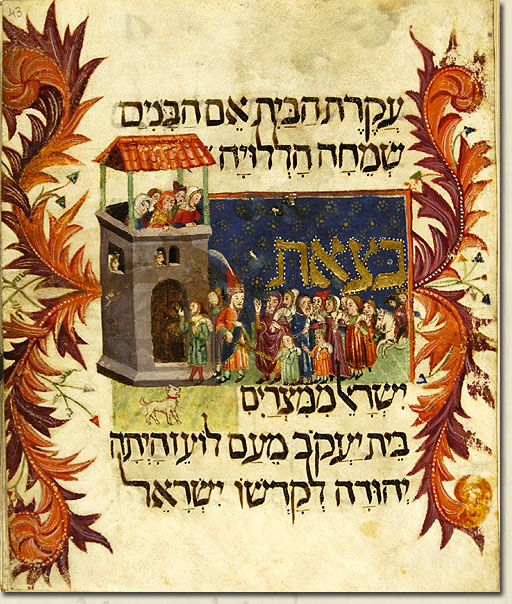
Los hebreos pasan ante un asentamiento egipcio (con las puertas cerradas), posiblemente Baal Tzafón. Hagadá Kauffmann, siglo XIV
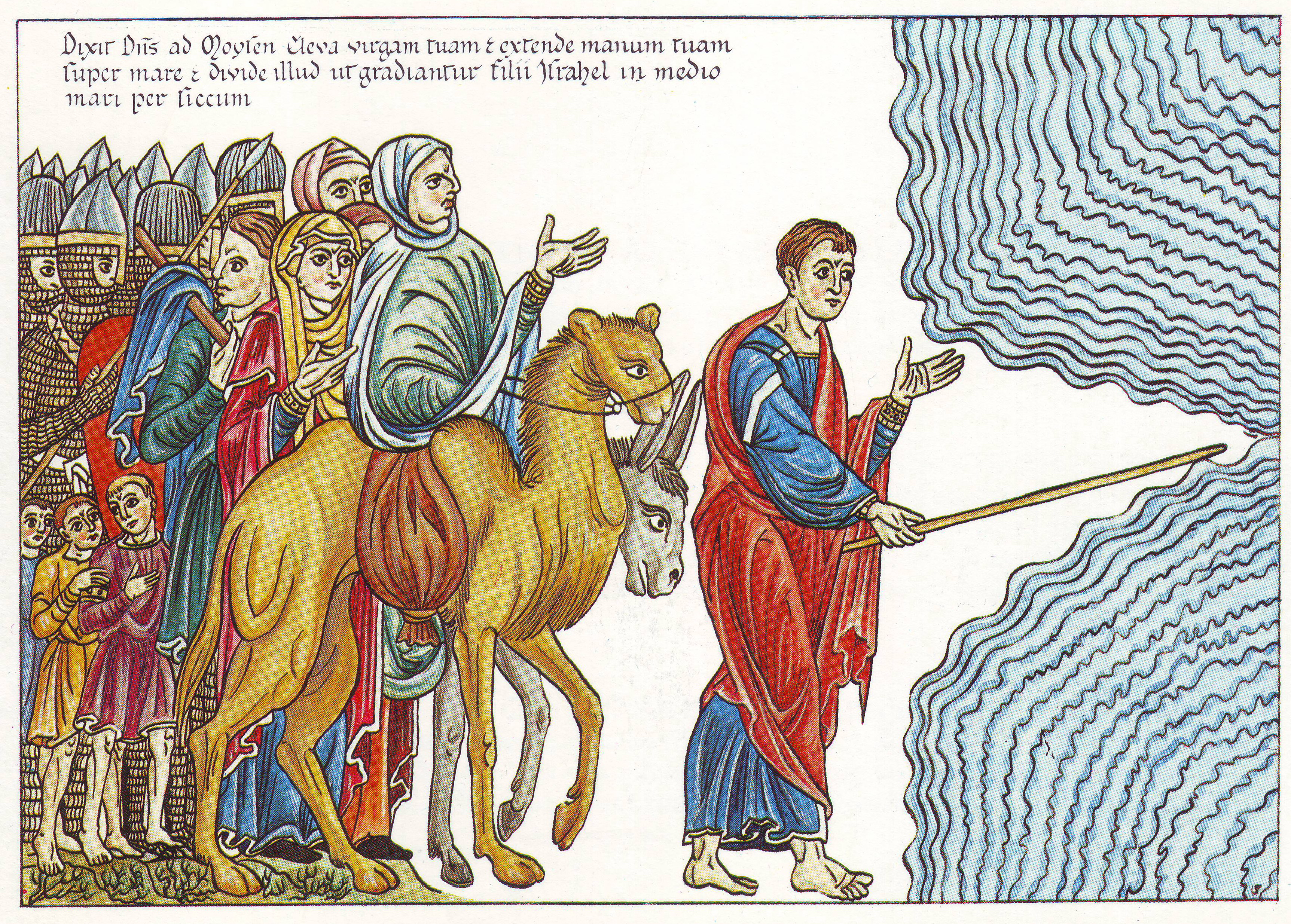
Moisés abre las aguas del mar Rojo, Hortus Deliciarum, c. 1118
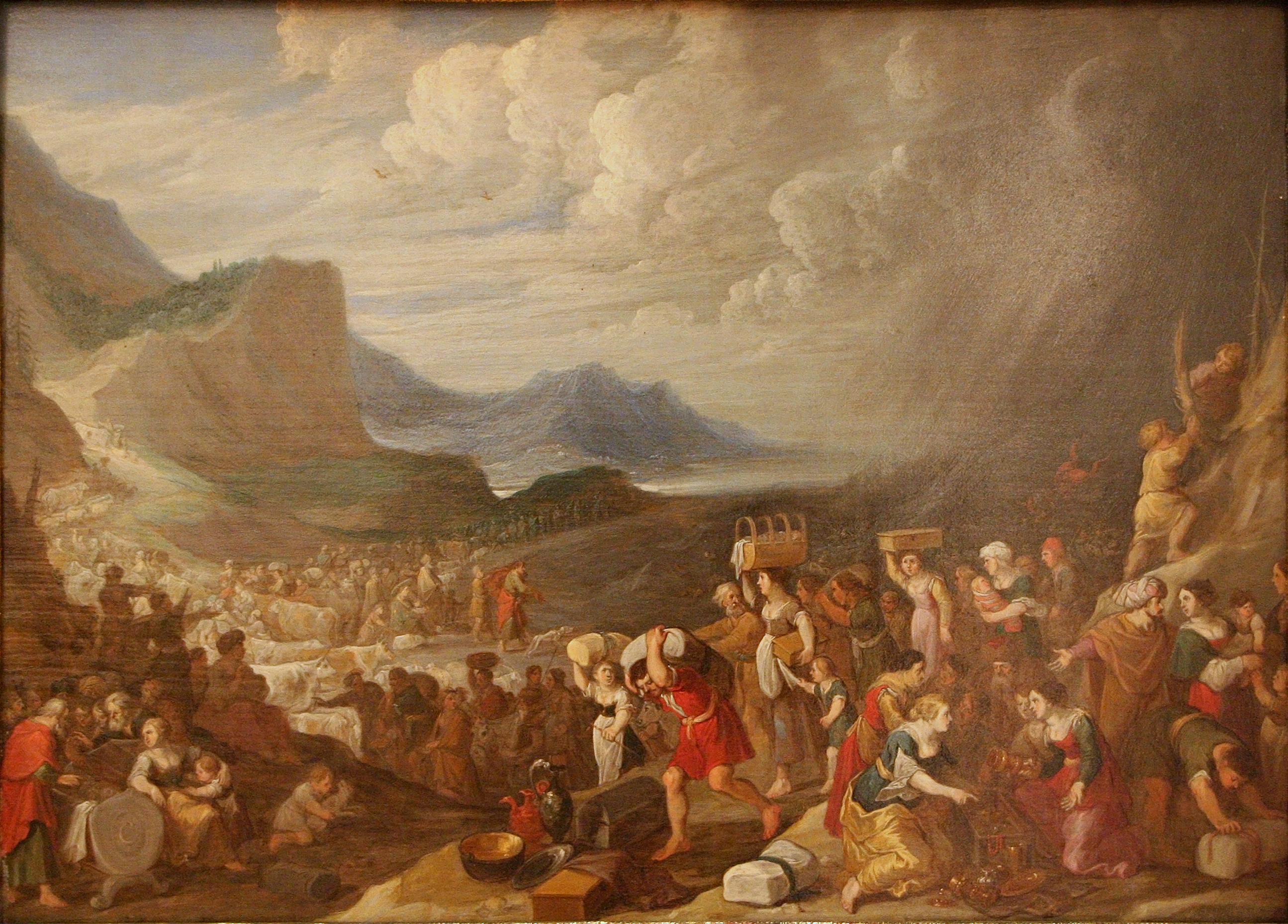
El cruce del Mar Rojo. Óleo por Hans Jordaens III.
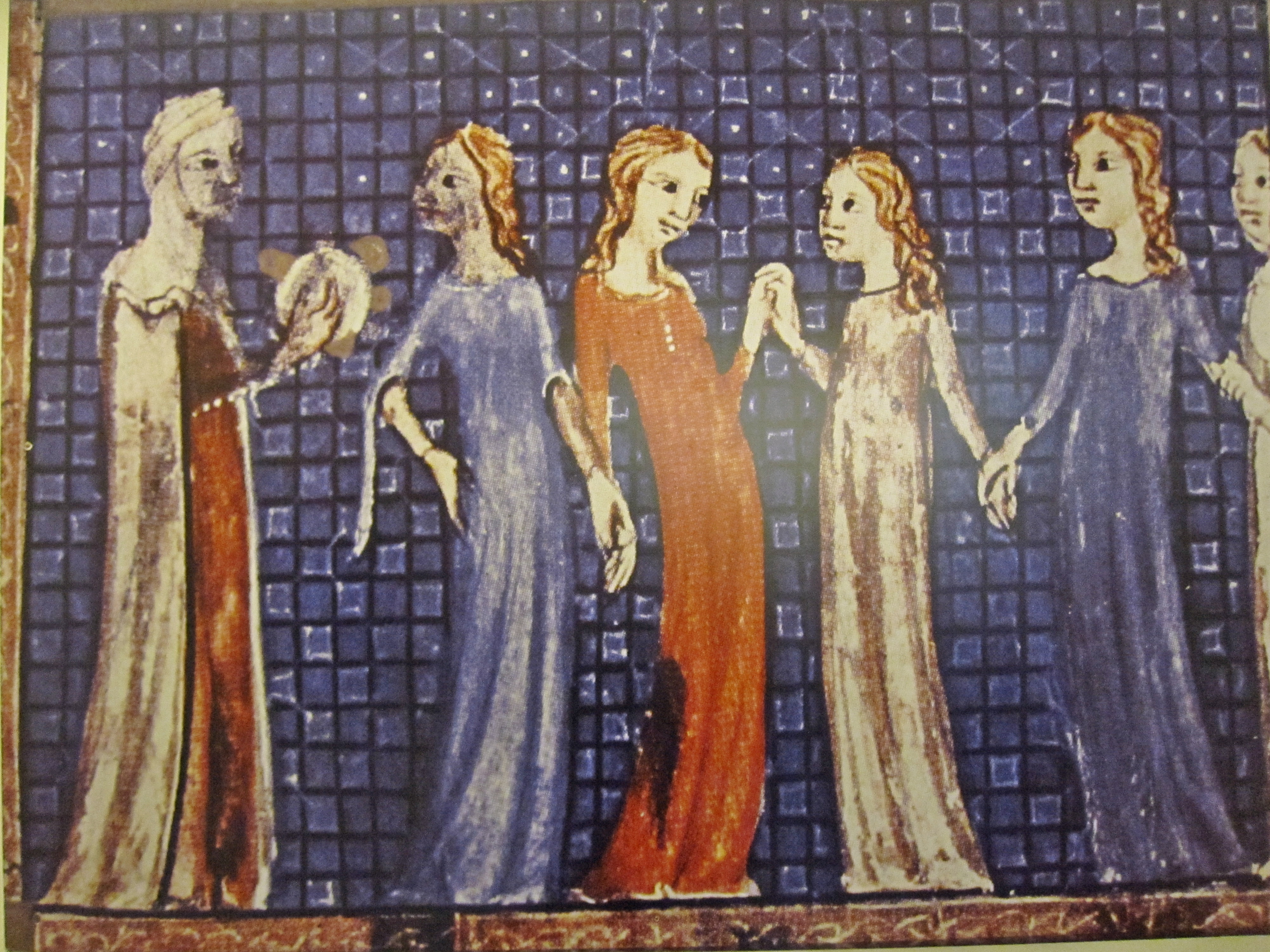
Miriam y las hebreas festejan haber cruzado el Mar Rojo. Hagadá Sarajevo, Barcelona, siglo XIV
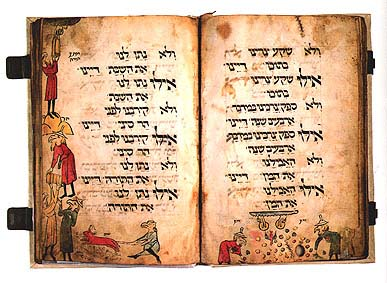
Los hebreos recolectan el maná y reciben la Ley. Hagadá de los Pajaritos (Pésaj), arte asquenazí, c. 1300.[27] Museo de Israel, Jerusalén
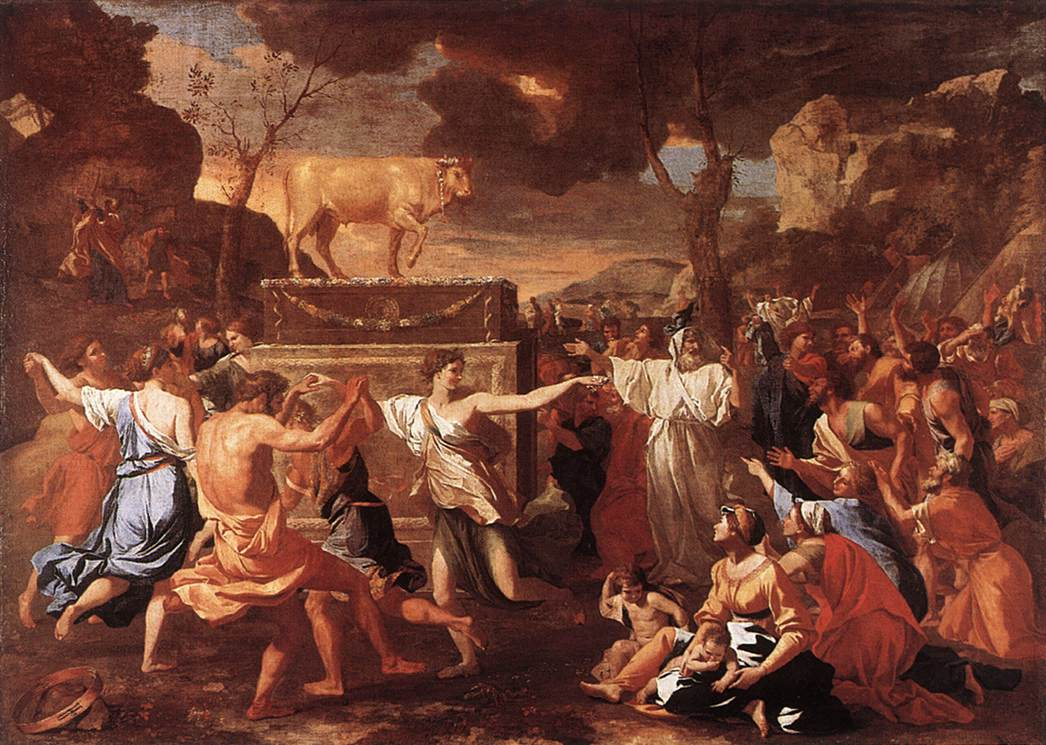
La adoración del becerro de oro. Óleo de Poussin, 1634.
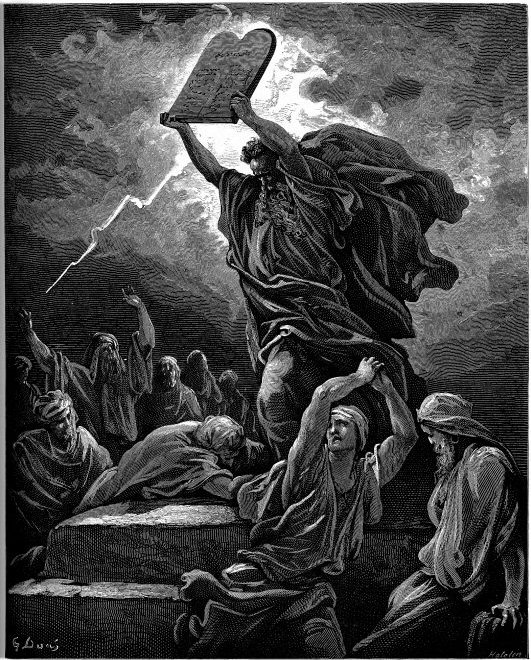
Moisés con las Tablas de la Ley. Grabado de Doré, siglo XIX
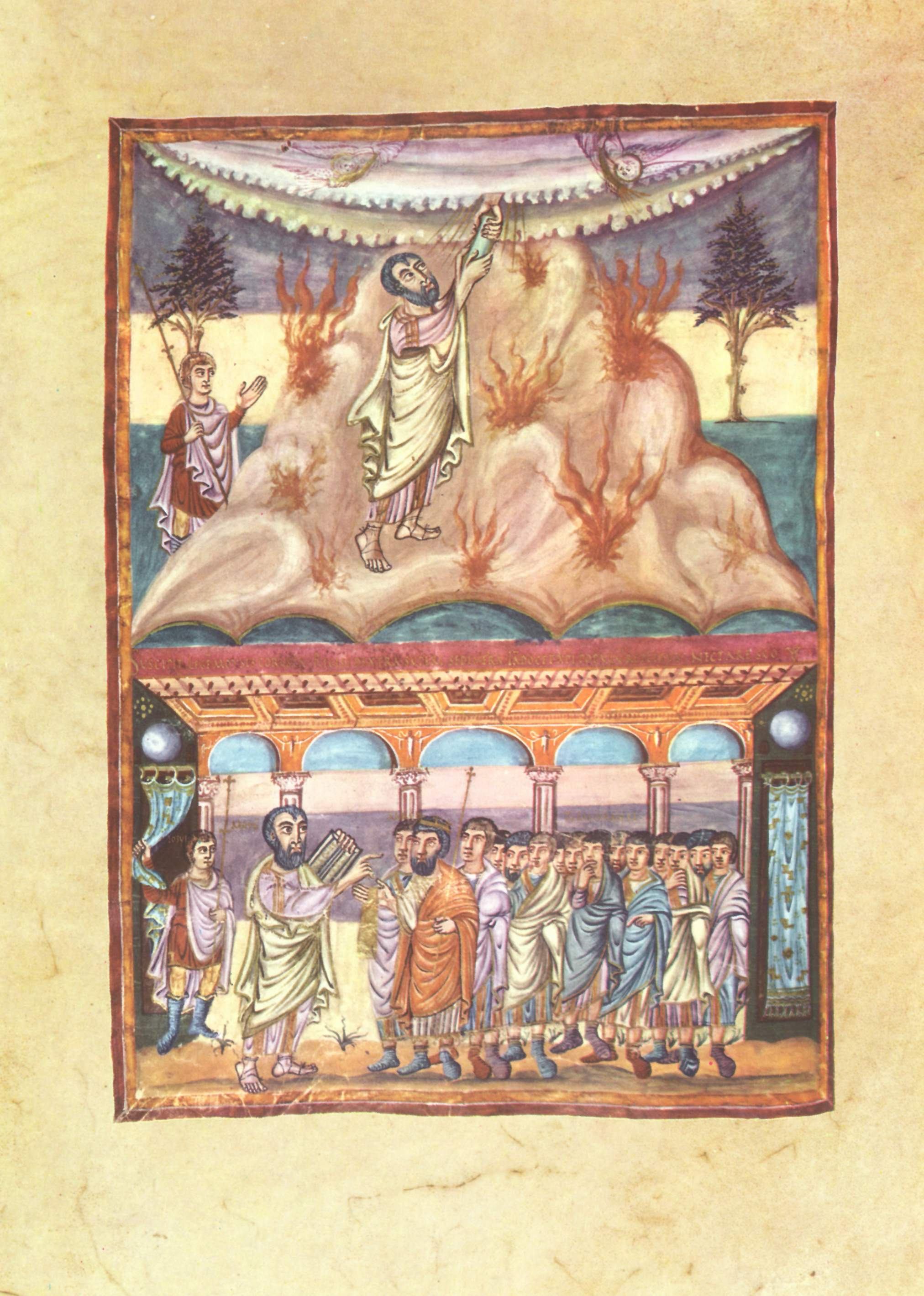
Moisés recibe la Ley en Sinaí y la transmite a los hebreos. Biblia de Grandval, manuscrito carolingio, c. 840 E.C. Museo Británico, Londres
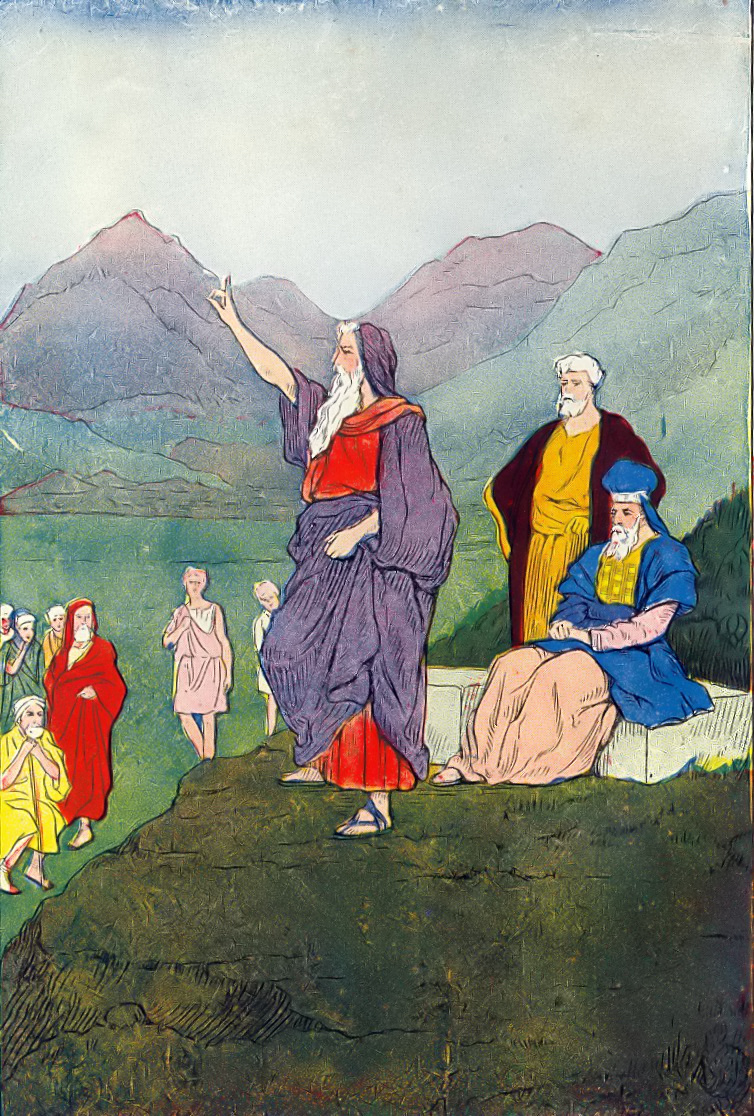
Moisés transmite los preceptos al pueblo de Israel. Ilustración de Hartwell James, 1905-16
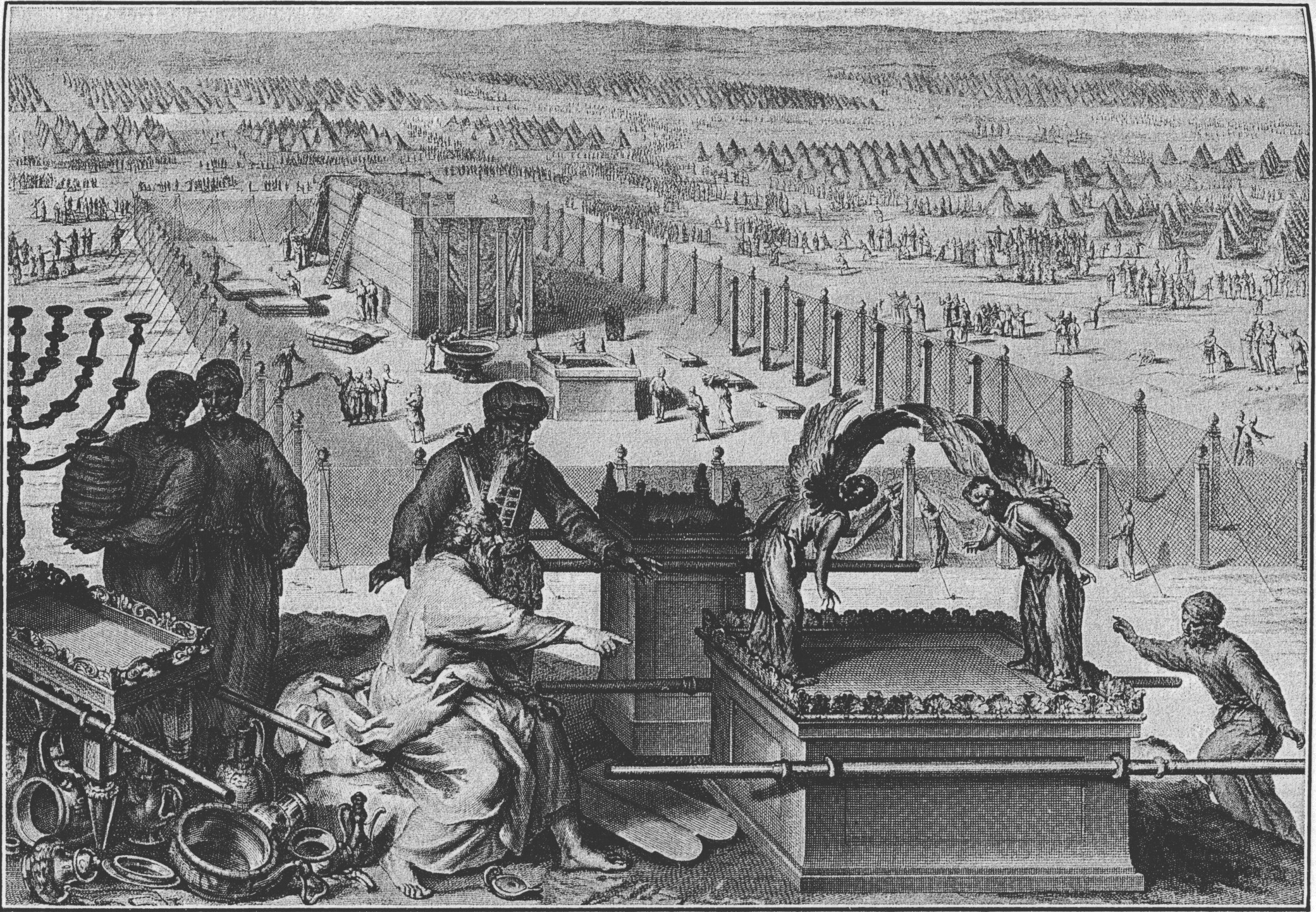
Moisés, Aarón y la erección del Tabernáculo (Éxodo 40:17-19). Figures de la Bible, 1728

### Retorno a Canaán
Al volver a Canaán los hebreos se reunieron con otras tribus hebreas que habían allí permanecido. Se estableció la monarquía y bajo los reyes Saúl, David y Salomón combatieron con éxito a los filisteos y amalecitas. Salomón construyó el primer Templo de Jerusalén.

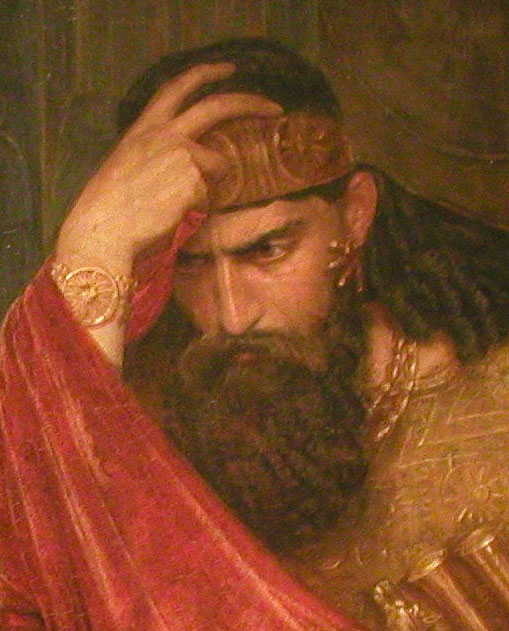
Saúl. Detalle de óleo por Ernst Josephson, 1878. Museo Nacional Sueco, Estocolmo
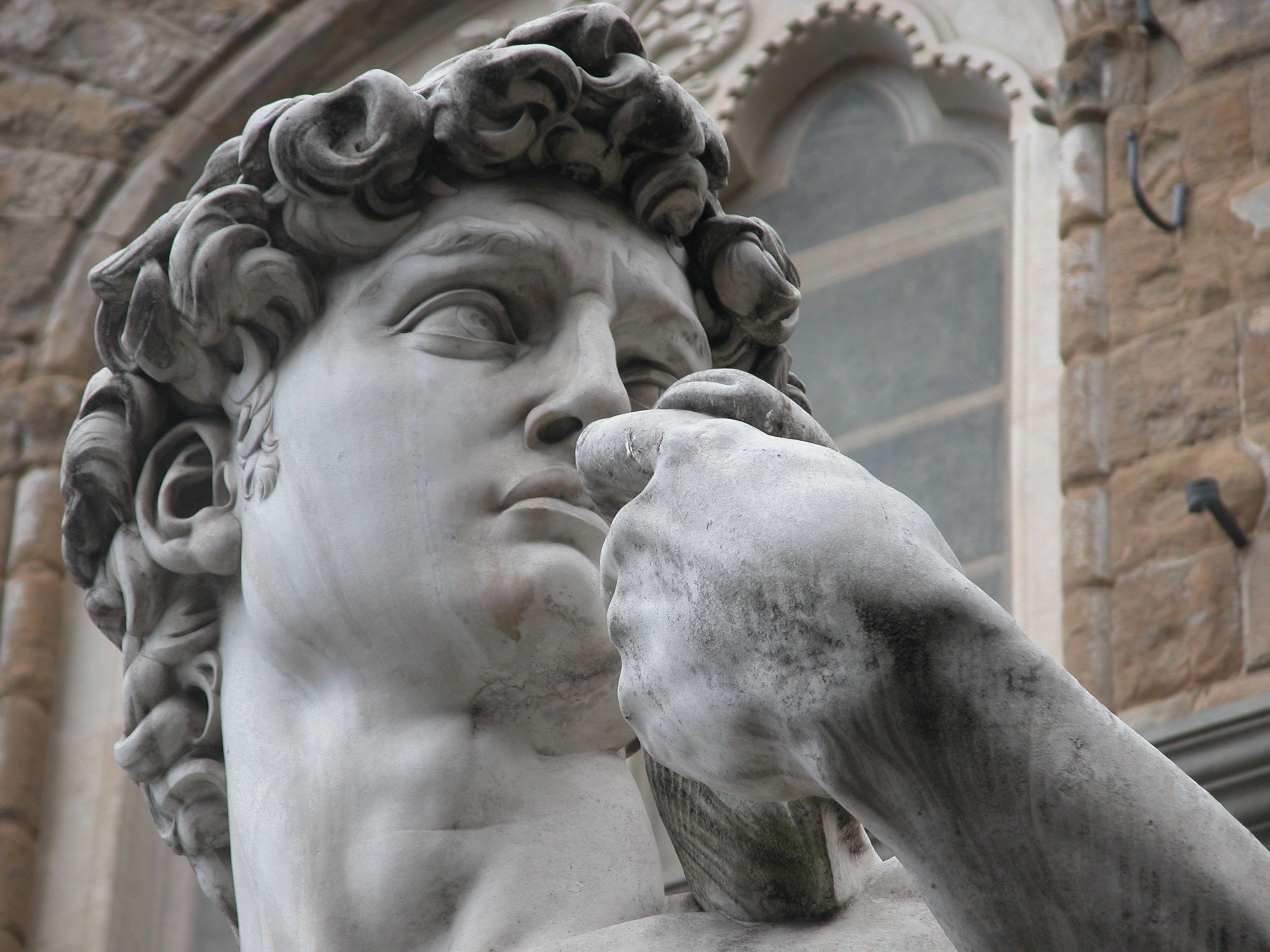
David. Detalle de réplica de escultura de Miguel Ángel. Piazza della Signoria, Florencia
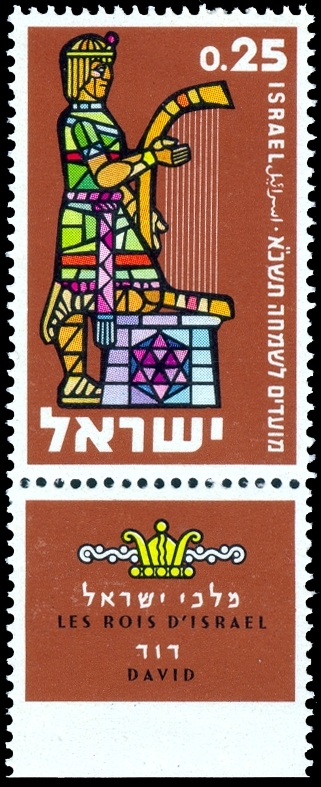
David, con el arpa y su estrella, símbolo de conjunción. Estampilla israelí, serie "Reyes de Israel", 1960.
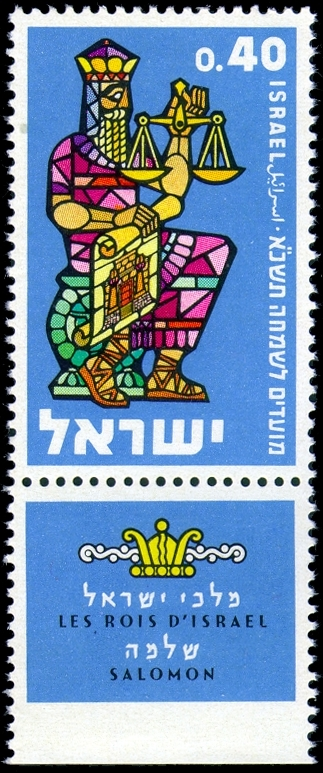
Salomón con la balanza de la Justicia y el plano del Templo. Estampilla israelí; serie "Reyes de Israel", 1960.
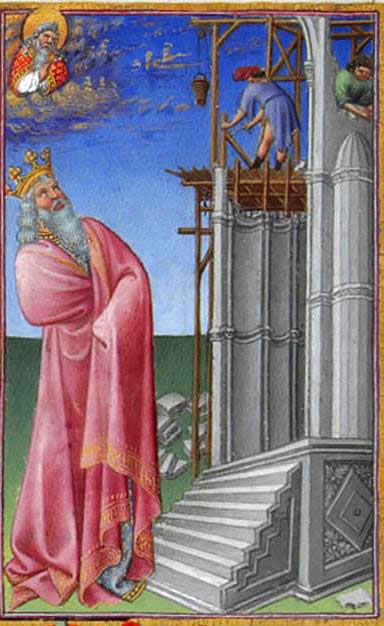
Salomón supervisa la edificación del Templo de Jerusalén. Miniatura de los Hermanos Limburg, 1412-16
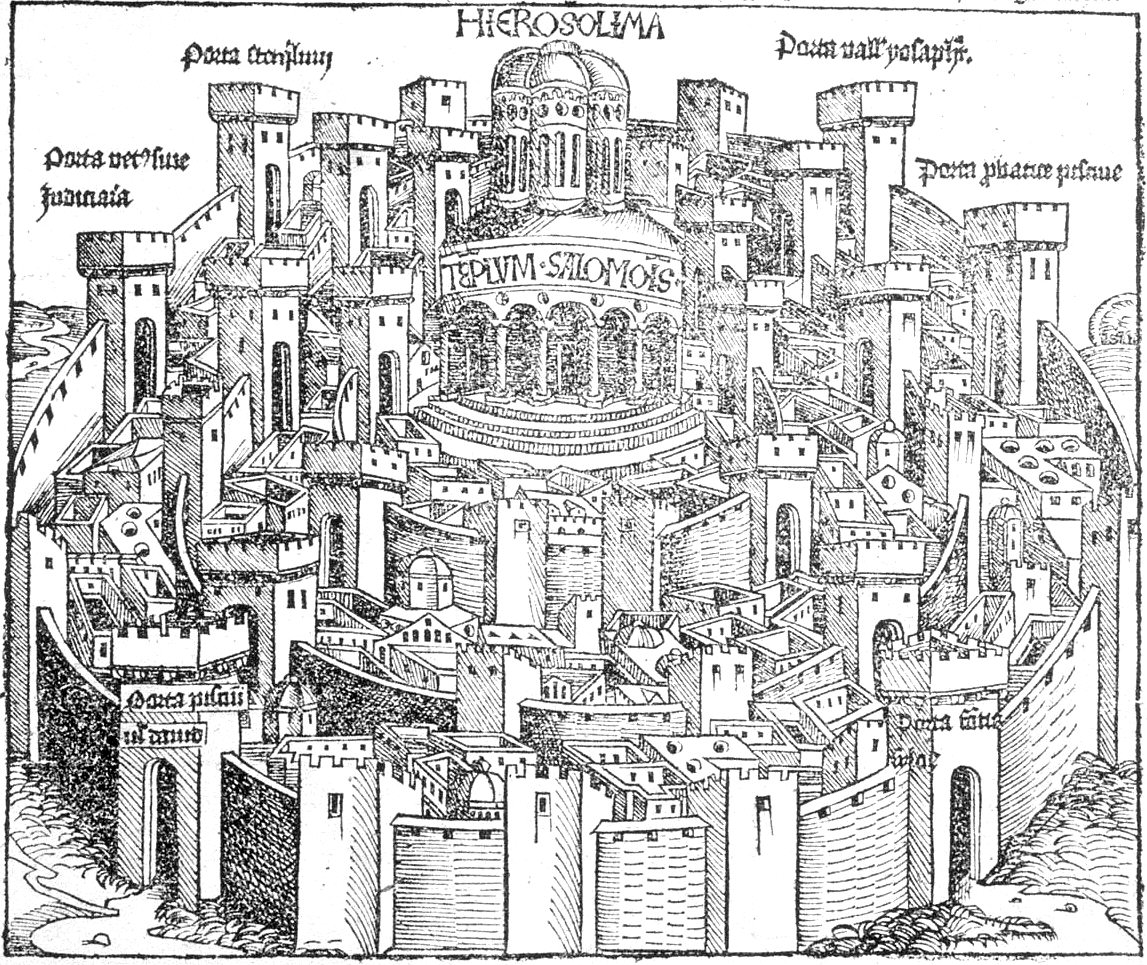
El Templo de Salomón en Jerusalén. Xilografía de Hatmann Schedel, 1493
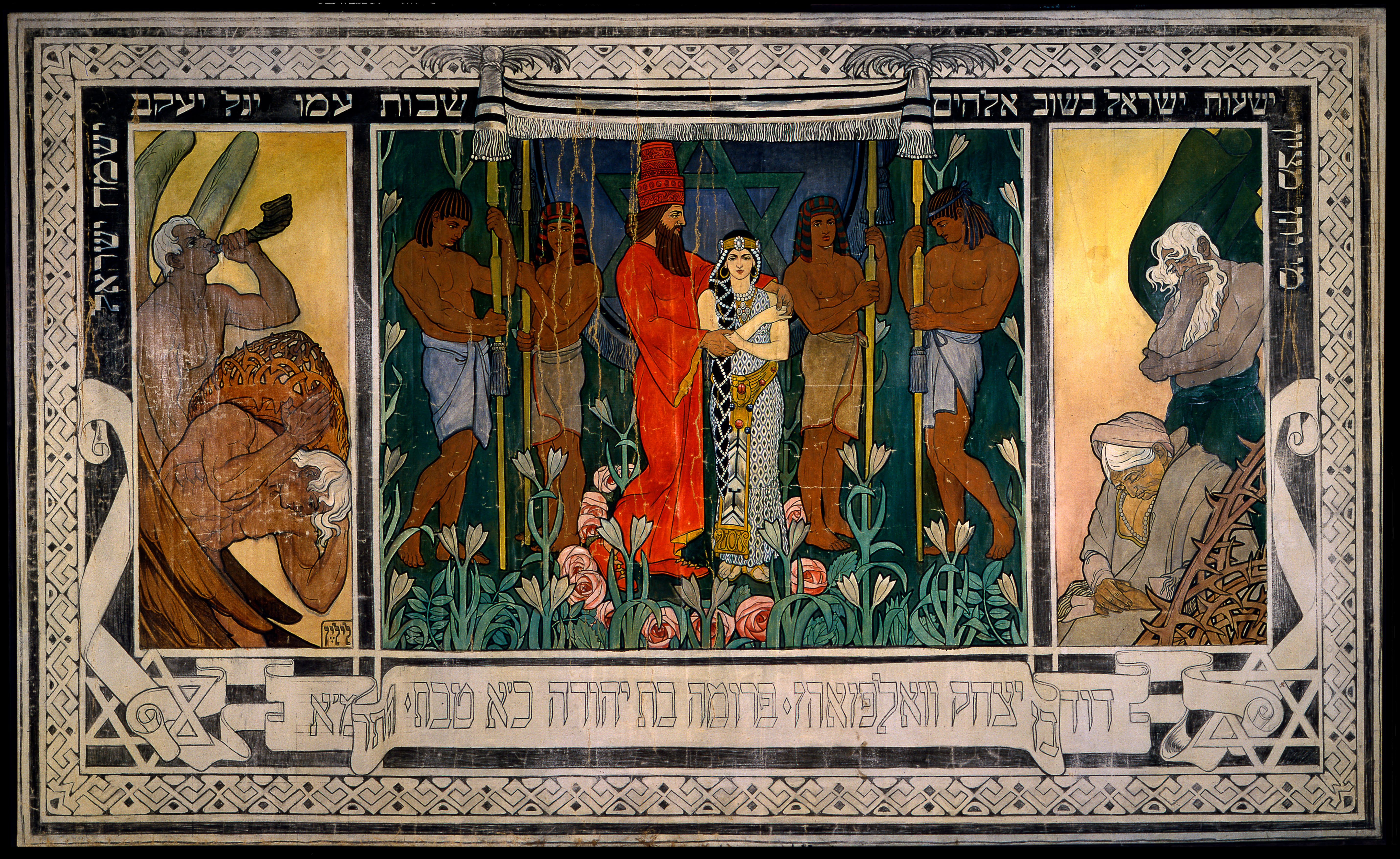
Boda alegórica: Salomón y Saba. Óleo por Lilien, 1906
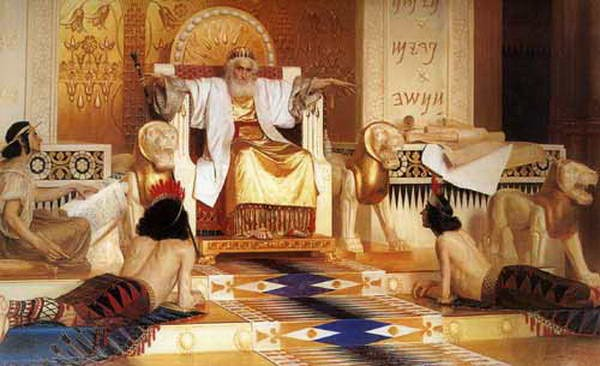
Salomón. Óleo de Isaak Asknaziy, siglo XIX
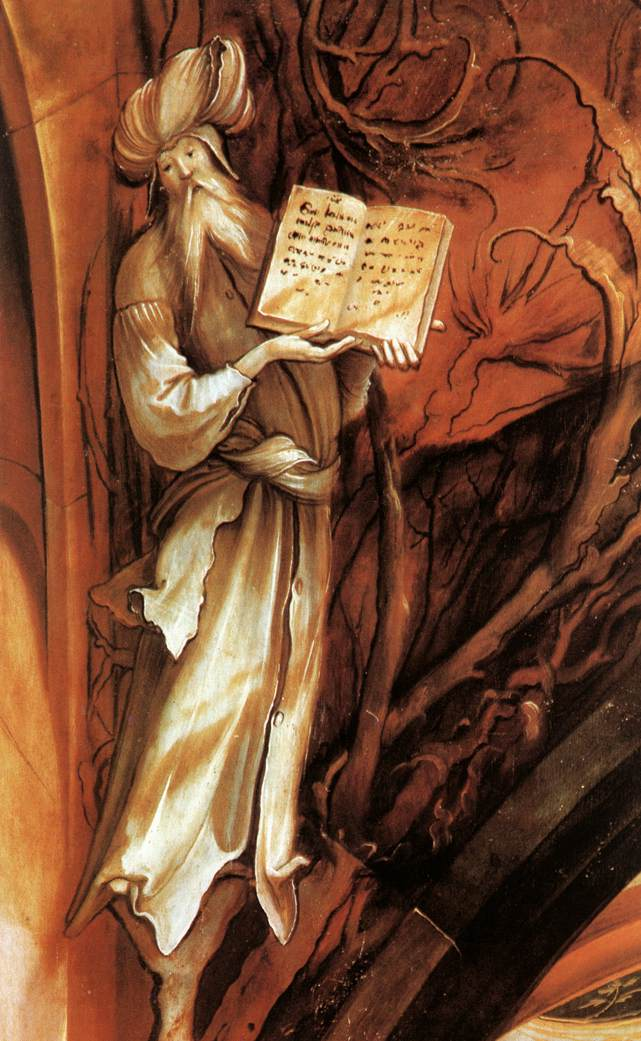
Profeta hebreo. Detalle de óleo por Grünewald, 1515.
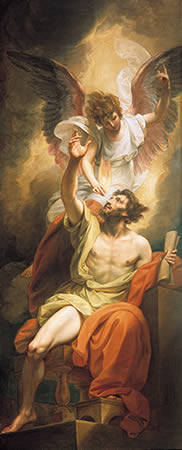
Isaías. Los labios de Isaías ungidos con fuego, óleo de Benjamin West, siglo XVIII.

Luego de la muerte de Salomón el reino se dividió en dos: Israel al norte y Judá al sur. Esto fue seguido por un largo período de guerras con los pueblos vecinos, conflictos internos y hasta confusión religiosa.

## Religión

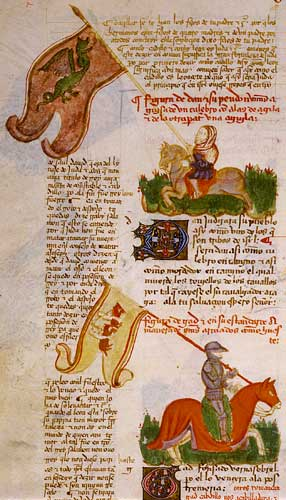
Biblia de Alba, texto sefardí, biblia hebraica traducida al romance, 1422-1433, fol. 57v: Tribus de Dan y Gad (hijos de Jacob). Inscripciones: "Figura de Dan y su pendon [...] a figura de un culebro con alas de agila e de la otra par una aguyla"; "Figura de Gad e en su estandarte del manera de omnes afinados como jineste".

La sociedad hebrea estaba íntimamente relacionada con su religión. El núcleo de la sociedad hebrea es la familia. El padre es la máxima autoridad. Existían también los esclavos; que se obtenían por compra o por ser prisioneros de guerra. En los tiempos de nomadismo, los hebreos vivían en tiendas con pocos muebles. Esta forma de vida les facilitaba su traslado en búsqueda de pasturas para sus rebaños. Luego de asentarse en Canaán, habitaron en casas de piedra, rodeados de huertos, conformando poblados.

## Economía y actividades
Los hebreos, establecidos en Canaán, se dedicaron a la agricultura y la ganadería. El cultivo característico era el olivo y la vid, también obtuvieron legumbres y lentejas. El pastoreo de ovejas, bueyes, cabras, caballos y camellos acompañaba la actividad agrícola. También trabajaron cerámica y confeccionaron numerosos tejidos de lana y lino, lo más importante de su actividad económica fue el comercio. Esto se debía a que su lugar de asentamiento era una tierra puente, es decir, un lugar de tránsito de mercaderes entre Mesopotamia y Egipto: exportaban aceite y vino e importaban metales, marfil y especias.

## Organización social
El patriarcado
El núcleo de la sociedad hebrea era la familia patriarcal, en la cual el padre era la autoridad máxima. Al principio, los hebreos vivían en grupos familiares o clanes dirigidos por el más anciano, el patriarca, que administraba justicia, dirigía la guerra y los ritos religiosos.

## Organización política
Cada uno de los doce hijos de Jacob (Israel) era el representante de una tribu y, como eran doce, se las conoce como las doce Tribus de Israel. Los símbolos de cada una de ellas figuran en una serie de estampillas diseñadas por G. Hamori y emitidas por el moderno Estado de Israel en 1955-56; cada una de ellas presenta una inscripción hebrea con una cita proveniente de la Biblia.
- Rubén
"Viva Rubén" (Deuteronomio 33:6).[33]
- Simeón
"Junto a las Tribus de Israel" (Deuteronomio 33:5).[34]
- Leví
"Le enseñarán a Jacob Tus Ordenanzas y a Israel Tu Ley" (Deuteronomio 33:10).[35]
- Judá
"Cachorro de león es Judá" (Génesis 49:9).[36]
- Dan
"Dan juzgará a su pueblo" (Génesis 49:16).[37]
- Neftalí
"Neftalí es una cierva en libertad." (Génesis 49:21).[38]
- Gad
"A Gad salteadores lo asaltarán, [mas él asaltará su retaguardia]" Génesis 49:19).[39]
- Aser
"El pan de Aser será sustancioso; [dará manjares de rey]" Génesis 49:20).[40]
- Isacar
"Y de los hijos de Isacar, expertos en discernir los tiempos ..." (1 Crónicas 12:32).[41]
- Zabulón
"Y él [Zabulón] será puerto para naves" (Génesis 49:13).[42]
- José
"Bendita del Señor sea su tierra" (Deuteronomio 33:13).[43]
- Benjamín
"De mañana devora la presa" (Génesis 49:27).[44]

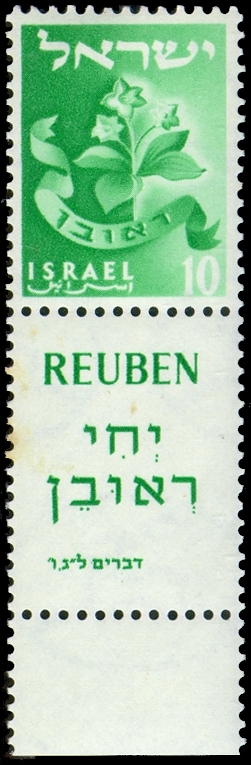
Rubén "Viva Rubén" (Deuteronomio 33:6).
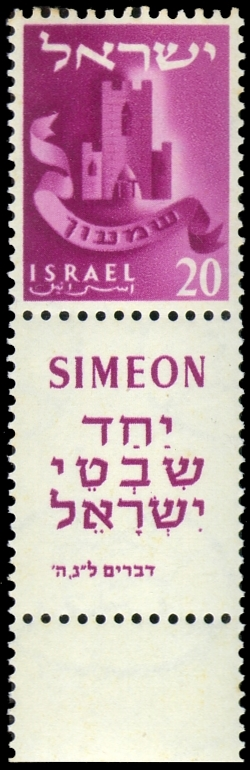
Simeón "Junto a las Tribus de Israel" (Deuteronomio 33:5).
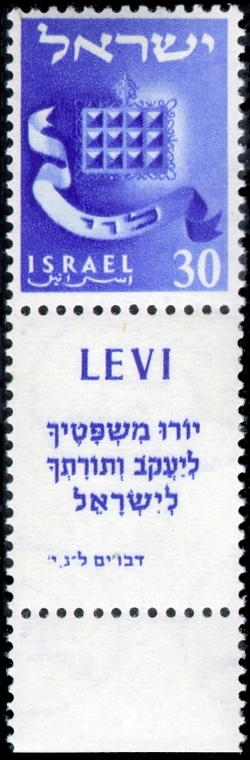
Leví "Le enseñarán a Jacob Tus Ordenanzas y a Israel Tu Ley" (Deuteronomio 33:10).
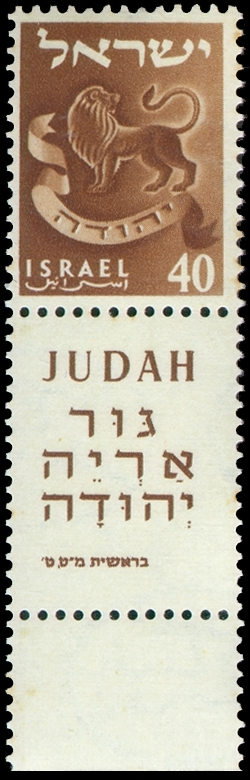
Judá "Cachorro de león es Judá" (Génesis 49:9).
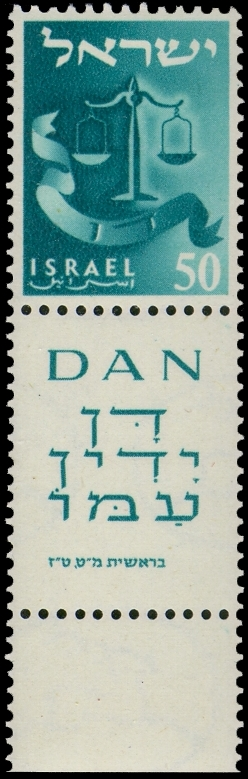
Dan "Dan juzgará a su pueblo" (Génesis 49:16).
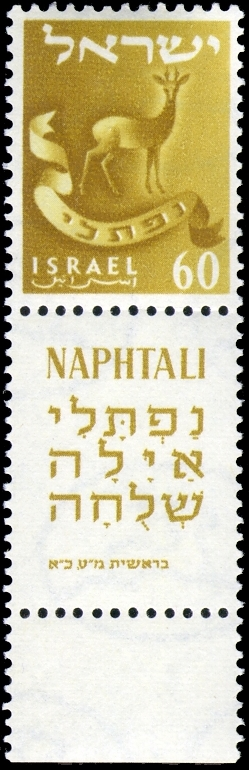
Neftalí "Neftalí es una cierva en libertad." (Génesis 49:21).
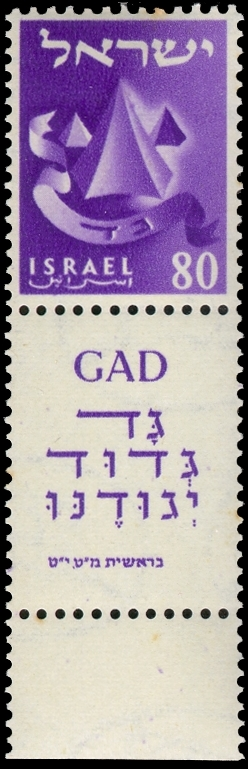
Gad "A Gad salteadores lo asaltarán, [mas él asaltará su retaguardia]" Génesis 49:19).
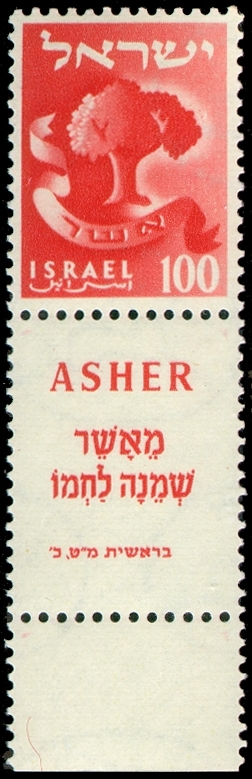
Aser "El pan de Aser será sustancioso; [dará manjares de rey]" Génesis 49:20).
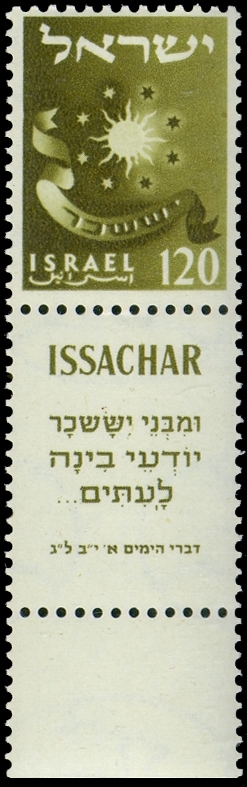
Isacar "Y de los hijos de Isacar, expertos en discernir los tiempos ..." (1 Crónicas 12:32).
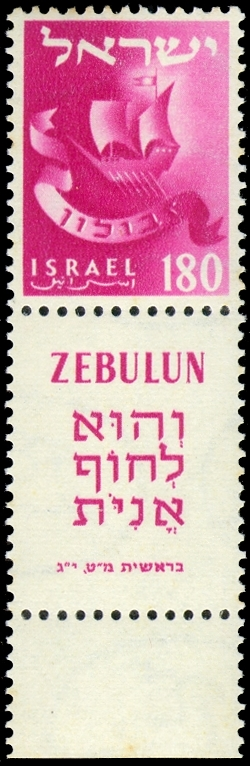
Zabulón "Y él [Zabulón] será puerto para naves" (Génesis 49:13).
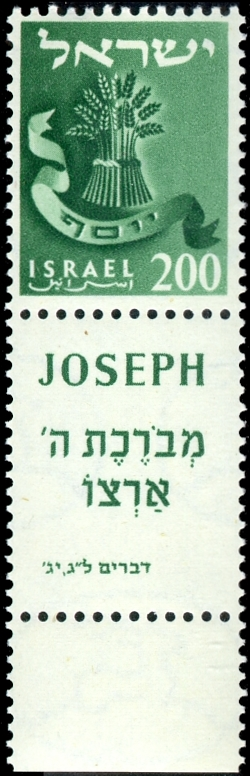
José "Bendita del Señor sea su tierra" (Deuteronomio 33:13).
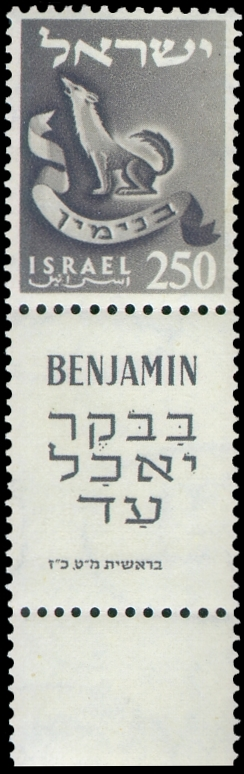
Benjamín "De mañana devora la presa" (Génesis 49:27).

Las tribus de Israel inicialmente no formaron un solo estado, pero en caso de peligro aceptaban el liderazgo de un único jefe, llamado Juez, que generalmente se desempeñaba como caudillo de su pueblo. Este reunía poderes sobre las tribus con considerable autoridad. Ellas formaron una especie de confederación que dio lugar al reino unido de Israel que tuvo por reyes a Saúl, David y Salomón. Luego de la muerte de Salomón, en 941 a. C., tuvo lugar una fuerte rivalidad entre las tribus que condujo a la división del reino en dos unidades políticas claramente separadas en 931 a. C.:
a) Las diez tribus del norte formaron el Reino de Israel, con capital en Samaria, 931-722 a. C.
b) Las dos tribus del sur formaron el Reino de Judá, con capital en Jerusalén, 931-587 a. C.
Esta división llevó a un gradual deterioro en los planos político, económico y religioso de ambos reinos hebreos.

## Artes
La mayoría de las obras literarias fueron compiladas y organizadas durante el período de apogeo de la monarquía y por obra del rey. Merecen especial mención los salmos, los proverbios, los cantos nupciales del Cantar de los Cantares, las Crónicas, el Génesis, el Éxodo, los Jueces, los Reyes y otros libros denominados sapienciales, como el Eclesiastés. Valoraron la música y la emplearon en las ceremonias religiosas. El shofar es un instrumento musical hebreo (cuerno de cordero utilizado para convocar a las ceremonias rituales). También utilizaron liras y cítaras, sistros, panderos o adufes, y flautas. Poseyeron relativamente pocas obras de arte visual, prescindiendo especialmente de máscaras o esculturas porque ellas eran asociadas con la idolatría; el cuarto Mandamiento explícitamente prohíbe su fabricación en tanto que medios de impresionar aquello relativo a la deidad o ya como ídolos: para los hebreos, Dios no poseía forma humana (y está posición es mantenida aún hoy por el judaísmo). El arte fue por lo general de tipo geométrico y tendió hacia la abstracción. Con todo, se dieron excepciones de tipo artístico, siendo valoradas sólo aquellas que esencialmente tuvieron como propósito el responder a la necesidad de producir arte ritual y litúrgico. Destacada además fue la arquitectura del Templo de Jerusalén (en cada una de sus versiones), así como los palacios y viviendas de los nobles. Durante el período de la monarquía unida, los hebreos desarrollaron un tipo de orden arquitectónico al que se conoce como proto-jónico.
Instrumentos musicales hebreos en la filatelia de Israel; diseños de Miriam Karoly, 1955-56. 

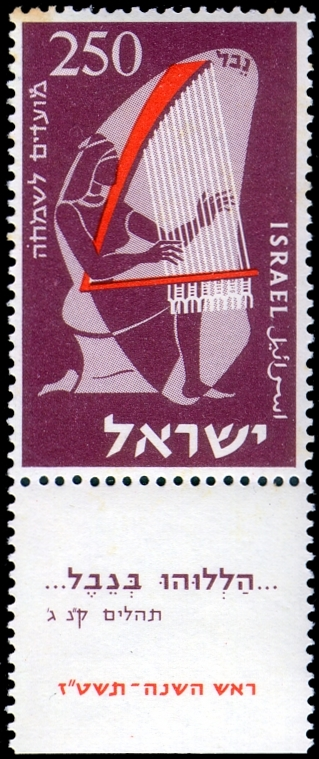
Arpa "Alabad a Dios con [...] arpa" (Salmos 150:3).
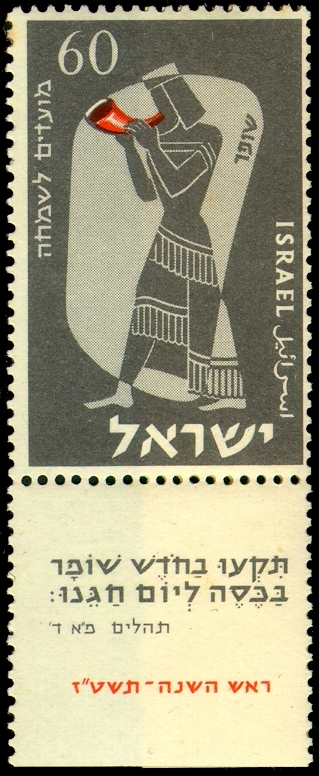
Shofar "Tocad el shofar en la luna nueva, en la luna llena, en el día de nuestra fiesta" (Tanaj, Salmos 81:4).
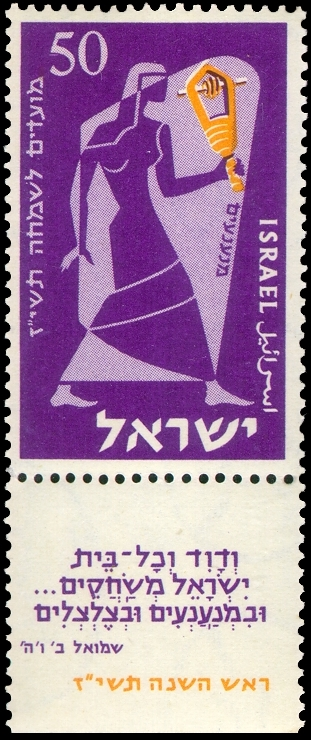
Sistro.[49] "Y David y toda la casa de Israel tocaban [...] sistros y címbalos de dedo (Tanaj, 2 Samuel 6:5).
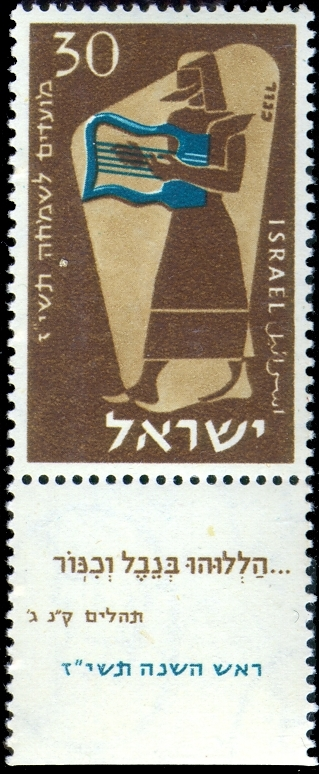
Lira.[51] "Alabadle con arpa y lira" (Salmos 150:3).
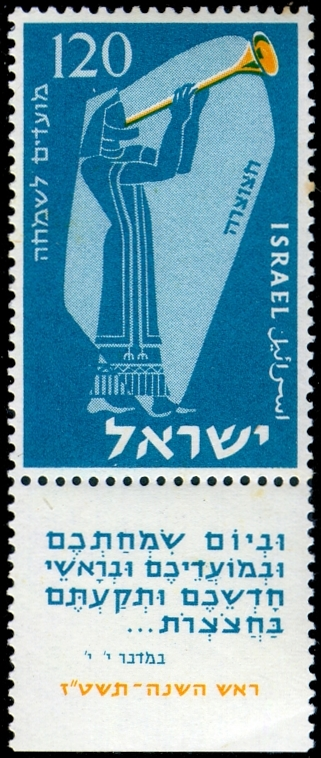
Trompeta "Asimismo, en el día de vuestra alegría, en vuestras fiestas señaladas y en el primer día de vuestros meses, tocaréis las trompetas" (Números 10:10).
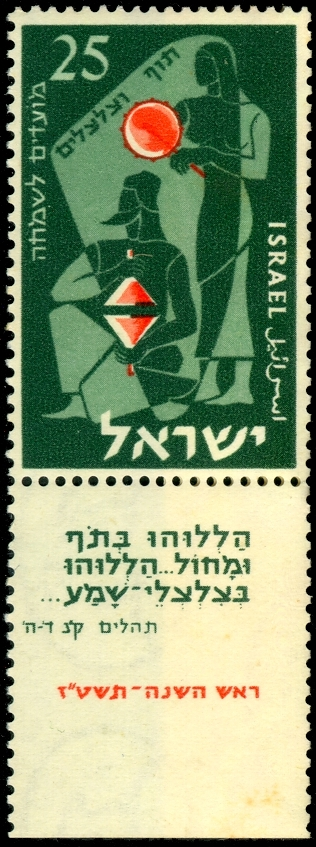
Pandero y címbalos "Alabadle con pandero y danza; [...] Alabadle con címbalos sonoros [... y resonantes]." (Salmos 150:4-5.
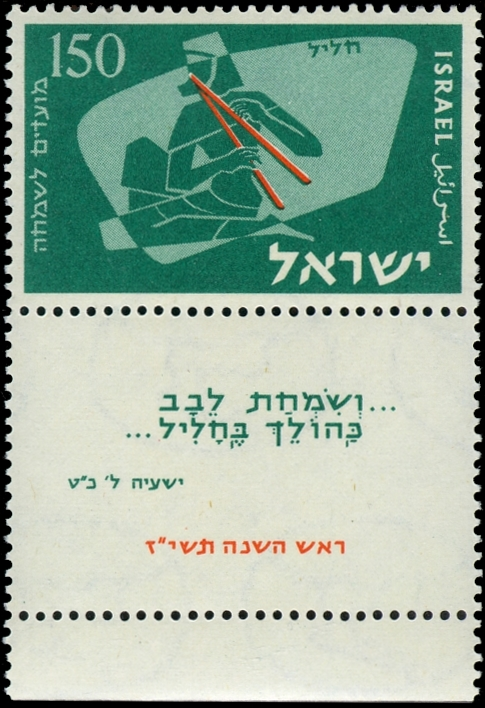
Flauta "[Tendréis ...] alegría en el corazón como quien marcha al son de la flauta" (Isaías 30:29).

## Los hebreos en el imaginario colectivo
- Abraham contempla las estrellas. Imagen por Jim Padgett, 1984
- Isaac. Ícono ruso, 1630
- Jacob bendice a Efraín y Manasés. Hagadá Dorada, manuscrito hebreo-catalán miniado, siglo XIV.[56]
- La túnica de José, Óleo de Diego Velázquez, 1630.
- Sumo Sacerdote Aarón en el Tabernáculo. Grabado de Carl Poellath, Schrobenhausen, 1885
- Los exploradores con el racimo de la Tierra de Promisión. Fotografía de Paul Sinner, Alemania, s. XIX
- Moisés y los mensajeros provenientes de Canaán. Óleo de Giovanni Lafranco, 1621-24
- Josué. Estampa por E.M. Lilien, 1908
- Josué ordenándole al sol que permanezca en Gabaón. Pintura de John Martin, 1816
- Biblia de Alba, texto sefardí, biblia hebraica traducida al romance, 1422-1433, fol. 183v: Gedeón, juez de Israel, selecciona su ejército.
- Hananías, Azarías y Misael, los tres jóvenes hebreos. Simeon Solomon, 1863
- Ester y Mardoqueo escribiendo la primera carta del Purim.[57] Óleo por Aert de Gelder, 1675.[58]
- Ciro II el Grande permite el retorno de los hebreos a Tierra Santa. Miniatura francesa de Jean Fouquet c. 1470-75 (ilustración para Flavio Josefo, Antigüedades judías, libro XI).[59]
- La reina Ester. Fresco por Andrea del Castagno, 1450
- Emmanuel. Simon Ushakov, Emmanuel Cristo, 1668.<ref>En el caso de Jesús, la circuncisión fue necesaria e importante, ya que legitimó su pertenencia al pueblo de Israel, dando lugar, según la teología cristiana, al cumplimiento de las profecías hebreas:

## El término hebreo en el contexto contemporáneo
El término es frecuentemente empleado como sinónimo de judío e israelita. En Israel, por ejemplo, la principal institución académica lleva por nombre "Universidad Hebrea de Jerusalén" (fundada en 1925).
A raíz de las matanzas de comunidades judías enteras que fueron perpetradas en Polonia entre 1939 y 1945, Gabriela Mistral escribió un poema titulado "Al pueblo hebreo", evocando en él su terrible condición, particularmente en el tercer verso:

Con tus gemidos se ha arrullado el mundo,
 y juega con las hebras de tu llanto.
 Los surcos de tu rostro, que amo tanto,
 son cual llagas de sierra de profundos.